# Пугачёва, Алла Борисовна
А́лла Бори́совна Пугачёва (в первом замужестве Орбаке́не; род. 15 апреля 1949, Москва, СССР) — советская и российская эстрадная певица, автор песен, режиссёр-постановщик, музыкальный продюсер, киноактриса; народная артистка СССР (1991), лауреат Государственной премии Российской Федерации (1995).
Творческий диапазон певицы многообразен: поп-музыка, соул, блюз, госпел, этно, синти-поп, софт-рок, шансон и панк. Известна голосом меццо-сопрано и сочетанием амплуа певицы и драматической актрисы.
За время творческой карьеры выступала с концертными турами как в странах бывшего СССР, так и в десятках других стран мира. Певица достигла всесоюзного и международного успеха в странах Восточной и Северной Европы, Центральной Азии. Удостоена многих российских и международных наград, в том числе признана лучшей певицей XX века в Восточной Европе по версии премии «Звуковая дорожка», названа живой легендой и лучшей исполнительницей десятилетия 1990-х годов по версии премии «Овация», включена в «Зал славы Top Hit Music Awards».
В репертуаре певицы более 500 песен, из которых около 100 собственного сочинения. Дискография насчитывает 19 студийных альбомов. Помимо СССР и России альбомы певицы издавались в Японии, Южной Корее, Швеции, Финляндии, Германии, Польше, Чехословакии, Болгарии и Израиле. Общий тираж дисков превысил 250 млн экземпляров. Записи певицы входили в хит-парады Франции, Швеции, Польши, Греции, Японии, Монголии и стран СНГ. В период 1998—2007 годов была Послом доброй воли ЮНИСЕФ.

## Биография

### Детство
Родители Зинаида Одегова и Борис Пугачёв, оба — фронтовики, познакомились и поженились в 1946 году, в 1947 у них родился первенец Геннадий; ребёнок умер младенцем от дифтерии. 15 апреля 1949 года у них родилась дочь, которую назвали в честь актрисы МХАТа Аллы Тарасовой. 7 апреля 1950 года родился третий ребёнок — сын Евгений. Всё детство Аллы семья проживала в Москве на Крестьянской Заставе в двухэтажном доме в Зонточном переулке (не сохранился).
Отец Аллы был директором Талдомской обувной фабрики, в 1963 году был арестован по обвинению в хозяйственном преступлении и полтора года находился в заключении. Начиная с лета 1952 года Аллу с братом отправляли на дачу в деревню Новоалександрово, расположенную на берегу Клязьминского водохранилища, вскоре туда же на грузовике доставляли трофейное пианино «Циммерман», и мать заставляла заниматься на нём не менее 3 часов в день.
В 1956 году, в возрасте 7 лет, родители отдали дочь в музыкальную школу № 31 при музыкальном училище имени М. М. Ипполитова-Иванова. Тогда же она пошла в первый класс средней школы № 496 в Лавровом переулке Таганского района Москвы. За своенравный характер и умение за себя постоять во дворе и школе ей дали прозвище «фельдфебель».
В 1964 году окончила музыкальную школу по классу фортепиано и 8 классов средней школы, затем поступила в музыкальное училище имени М. М. Ипполитова-Иванова (ныне Государственный музыкально-педагогический институт имени М. М. Ипполитова-Иванова), где училась на одном курсе с Михаилом Шуфутинским.

### Начало творческого пути
В 1965 году в Доме учителя на репетиции коллектива А. Лившица и А. Левенбука исполнила несколько песен и была принята в их сборную эстрадную программу «Пиф-Паф, или Сатирические выстрелы по промахам». В ноябре того же года, будучи студенткой второго курса училища, отправилась с ними в свою первую гастрольную поездку от Мосэстрады. Выступления прошли на Урале. В декабре 1965 года с подачи Владимира Трифонова, младшего редактора Всесоюзного радио, для программы «С добрым утром!» записала свою первую песню «Робот» (муз. Л. Мерабова, сл. М. Танича).
В начале 1966 года начинающий тогда композитор Владимир Шаинский предложил записать несколько своих новых песен. Вскоре песни «Как бы мне влюбиться» и «Не спорь со мной» стали победителями в конкурсе «Песня месяца», проводившемся на Всесоюзном радио.
В 1967 году впервые выступила на телевидении в детской телепередаче «Будильник», где исполнила песню «Иду из кино» (муз. Б. Савельева, сл. И. Кашежевой). В этом же году стала участницей агитбригады радиостанции «Юность» на гастролях по Тюменской области на теплоходе по рекам Иртышу и Оби. В составе агитбригады выступала перед геологами-нефтяниками, геофизиками, буровиками, строителями и оленеводами Крайнего Севера, исполняла в числе других и песню «Единственный вальс» собственного сочинения.
В начале 1968 года певица участвовала в концертах на Ямале, затем выступила в Тюмени на открытии Дворца нефтяников, исполняла «Король, цветочница и шут» (музыка В. Шаинского), песню композитора Кирилла Акимова и собственный «Единственный вальс». Перерывы на гастроли отрицательно сказались на учёбе, успешно сдав летом 1968 года теорию, она получила «двойку» за исполнение песни под собственный аккомпанемент. Начальник экзаменационной комиссии А. А. Юрлов пояснил: «слишком много эстрадного налёта, недопустимого к преподаванию в советской школе». Решением руководства училища её направили на стажировку учителем музыки и пения в московскую среднюю школу № 621, в результате ей удалось сдать государственные экзамены и получить диплом лишь в мае 1969 года.
В апреле 1969 года стала концертмейстером в Государственное училище циркового и эстрадного искусства (ГУЦЭИ), где познакомилась с цирковым артистом-клоуном Миколасом Орбакасом, своим будущим мужем. Летом 1969 года со студентами ГУЦЭИ отправилась на гастроли по областям средней полосы России со сборной эстрадной программой «Бумажный кораблик». Помимо Орбакаса, в бригаде был Олег Непомнящий, Юрий Чернов, иллюзионист Сос Петросян, Анатолий Марчевский.
В том же году вышла замуж за Миколаса Орбакаса. В браке с ним она официально носила фамилию Орбакене, хотя на концертах выступала под девичьей фамилией Пугачёва.
В октябре 1969 года уволилась из ГУЦЭИ и устроилась в Липецкую филармонию вокалисткой ВИА «Новый электрон» под управлением Валерия Приказчикова. Помимо концертов в Липецке и Липецкой области, в составе ансамбля гастролировала по многим маленьких городам, посёлкам и деревням Крайнего Севера в Архангельской области, республиках Коми и Карелии.
В августе 1970 года уволилась из Липецкой филармонии и ВИА «Новый электрон» и устроилась в Росконцерт солисткой Московской областной филармонии, где в то время работал её муж Миколас Орбакас. От филармонии вместе с мужем выступала в сборных концертах, на детских утренниках, много гастролировали.
Выступала до марта 1971 года, потом уволилась из филармонии и ушла в декретный отпуск. 25 мая 1971 года у Пугачёвой и Орбакаса родилась дочь Кристина Орбакайте. После родов певица некоторое время жила на родине мужа в городе Паланге (Литовская ССР).
Спустя 6 месяцев после родов, в ноябре 1971 года стала солисткой ВИА «Москвичи» под управлением Геннадия Пузырёва. Однако в «Москвичах» проработала всего два месяца и в январе 1972 года, уйдя из ансамбля, стала солисткой Государственного эстрадно-джазового оркестра под управлением Олега Лундстрема (Росконцерт). В составе оркестра гастролировала по многим городам СССР, а в сентябре 1972 года прошли её первые зарубежные гастроли: она приняла участие в фестивале джаза «Jazz Jamboree» в Варшаве, а также в концертах по городам Польши. В октябре 1972 года на гастролях в Ленинграде познакомилась с поэтом-песенником Ильёй Резником, который предложил ей песню «Посидим, поокаем».
В мае 1973 года певица покинула оркестр Лундстрема и вновь стала солисткой Московской областной филармонии, где по-прежнему работал её муж Миколас Орбакас. Будучи солисткой филармонии, работала в жанре детских песен, в частности, записала песни к детскому аудиоспектаклю «Дважды два — четыре».
В ноябре 1973 года развелась с Миколасом Орбакасом и ушла из Росконцерта и Московской областной филармонии. Она устроилась в Москонцерт и стала солисткой обновлённого состава ВИА «Москвичи» под управлением Виталия Кретюка. В составе ансамбля выступала в Москве и других городах Советского Союза. В московском ДК железнодорожников состоялась премьера концертной программы ансамбля «Ты, я и песня», автором концепции которой выступил Наум Брод, а солистами — Алла Пугачёва и Юлий Слободкин. Они пели преимущественно дуэтом, хотя у Аллы было и несколько сольных номеров.
В октябре 1974 года приняла участие в V Всесоюзном конкурсе артистов эстрады с песнями «Посидим, поокаем» и «Ермолова с Чистых прудов». По итогам выступления певице отказались присуждать призовое место, однако члены жюри Иосиф Кобзон, Гелена Великанова и Константин Орбелян настояли на том, чтобы молодую солистку не обошли стороной. В итоге остальные члены жюри всё же согласились присудить ей «утешительную» третью премию, которую она разделила вместе с Шайгеном Айрумяном, Борисом Лехтлааном, Сергеем Морозом, и таким образом стала лауреатом конкурса. Первую премию получили Валерий Чемоданов, актёр Московского театра «Современник», и Ренат Ибрагимов.
После участия в V Всесоюзном конкурсе артистов эстрады певице поступило предложение от руководителя ВИА «Весёлые ребята» Павла Слободкина. Она уволилась из «Москвичей» и стала солисткой «Весёлых ребят». Поначалу она исполняла бэк-вокал, потом - две песни в первом отделении, а затем - по две песни в обоих отделениях.
Почувствовав возможности начинающей певицы, композитор Микаэл Таривердиев доверил ей закадровое исполнение песен в кинофильме «Ирония судьбы, или С лёгким паром!» (1975).
В начале 1975 года Пугачёву выбрали представителем СССР на XI международном песенном конкурсе «Золотой Орфей» в Болгарии. Её кандидатуру Министерству культуры предложил Константин Орбелян. Для участия в конкурсе, согласно правилам, нужно было исполнить песню болгарского автора, и Пугачёва выбрала «Арлекино» Эмила Димитрова, Павел Слободкин переработал мелодию и сделал новую аранжировку, Борис Баркас написал русский текст, а от себя певица добавила раскатистый смех в конце припевов.
4 июня 1975 года участвовала в конкурсе с песней «Я вновь хочу увидеть Ленинград», а 5 июня — в международном конкурсе вокалистов с песнями «Ты снишься мне» и «Арлекино». Исполнение «Арлекино» настолько восхитило болгарскую публику, что ей пришлось повторить песню на «бис». По итогам выступления жюри единогласно присудило певице гран-при — золотую статуэтку Орфея. 4 июля 1975 года фестиваль транслировало Центральное телевидение СССР, а уже 20 июля 1975 года вышел в свет её первый сольный релиз — миньон «Арлекино», на котором она впервые была представлена как единственный исполнитель. Тираж пластинки составил 14 миллионов экземпляров.

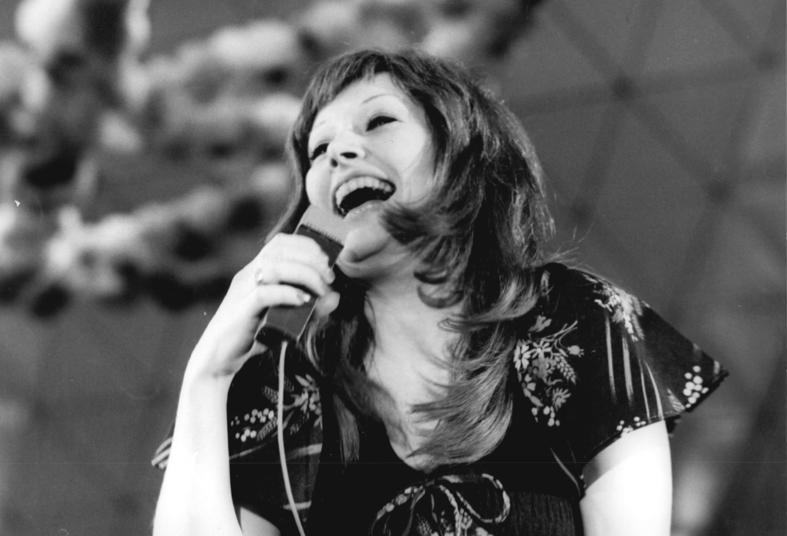
На концерте в Берлине по случаю открытия Дворца Республики ГДР,
28 апреля 1976 года

Безупречная художественная законченность, эмоциональная заразительность отличали её клоуна с его странным «трагическим» смехом, возвышенными мечтами о Гамлете и острой болью от сознания своей ничтожности.
— Елизавета Уварова об «Арлекино», энциклопедия «Эстрада России. XX век» 2004
На волне успеха на «Золотом Орфее» на протяжении 1976 года её приглашали на престижные международные фестивали. В январе 1976 года участвовала в международной музыкальной ярмарке «MIDEM» в Каннах (Франция), где ей аккомпанировал ВИА «Песняры». В апреле 1976 года с «Весёлыми ребятами» отправилась в ГДР в месячный промотур, где приняла участие во множестве сборных концертов и популярных передач на немецком телевидении и радио, записала сингл Harlekino. Затем, в мае — июне 1976 года с ансамблем гастролировала по городам Чехословакии и в Болгарии, где выступила в качестве почётной гостьи фестиваля «Золотой Орфей». В августе выступила в рамках концерта звёзд XVI международного фестиваля песни «Сопот-76» в Польше. В сентябре с ансамблем гастролировала по городам ГДР и приняла участие в международном шлягер-фестивале в Дрездене. Несмотря на формальное присутствие ансамбля на всех этих зарубежных гастролях, фактически всё внимание публики уделялось ей, а сам ансамбль воспринимался только как аккомпаниатор Пугачёвой. В это же время, в начале 1976 года репертуар певицы значительно пополнился новыми песнями. Со временем в концертах «Весёлых ребят» ей стали отводить полностью второе отделение, что вызывало недовольство у музыкантов, а затем - и у руководителя ансамбля Павла Слободкина. На этой почве между Пугачёвой и Слободкиным произошёл конфликт, и в начале осени 1976 года она покинула ансамбль.
В октябре 1976 года устроилась в Росконцерт и стала солисткой эстрадно-симфонического оркестра Армении под управлением Константина Орбеляна. В составе оркестра выступала в сборных концертах в московском ГЦКЗ «Россия», где исполняла 4 песни. Однако в оркестре Орбеляна проработала недолго. В ноябре 1976 года познакомилась с Александром Стефановичем, в будущем — своим вторым мужем. По его совету уже в декабре 1976 года покинула оркестр Орбеляна, чтобы начать сольную карьеру. Она уволилась из Росконцерта и снова стала солисткой Москонцерта.
В 1976 году впервые стала лауреатом фестиваля «Песня года». В заключительном концерте «Песни-76» исполнила ставшую популярной песню «Очень хорошо» (муз. А. Мажукова, сл. Д. Усманова). Тогда же, в 1976 году впервые приняла участие в новогодней телепередаче «Голубой огонёк», причём не только как исполнительница, но и как соведущая программы.

### Сольная карьера
В декабре 1976 года в Харьковском театре музыкальной комедии состоялись её первые сольные концерты с ансамблем харьковской филармонии ВИА «Ритм» под управлением Александра Авилова. Пугачёвой отводилось полностью второе отделение — 45 минут. Афиш концертов не было, билеты распространялись кулуарно. До приезда певицы «ритмовцы» на слух и по кассетным записям отрепетировали программу Пугачёвой из 14 песен, но в день концерта Пугачёва привезла ещё несколько новых.
Зрители были просто шокированы её выступлением. Они ожидали, что Алла выйдет и просто споёт. А она разговаривала, общалась — чтобы зрители поверили, что она открыта перед ними. Я раньше не видел, чтобы так работали. Пугачёва пела каждую песню на пределе…
Именно в Харькове была обкатана песня «Женщина, которая поёт», — репетировали ночью в номере гостиницы после того, как она была аранжирована приехавшим с Аллой Леонидом Гариным, соавтором музыки. За декабрьской серией, включавшей 16 концертов, в январе 1977 года уже «официально», с афишами и билетами в кассе, последовало ещё 18 концертов, все с аншлагами. По окончании Пугачёва предложила музыкантам «Ритма» постоянное сотрудничество и получила согласие.
Весной 1977 года состоялось выступление перед худсоветом Москонцерта, по результатам которого певица получила «красную строку» от худсовета, дающую право на собственное отделение.
Летом того же года поступила на отделение эстрадной режиссуры ГИТИСа (руководитель курса — А. Н. Николаев), а на киностудии «Мосфильм» был запущен в производство музыкальный фильм-мелодрама «Третья любовь» (в дальнейшем — «Женщина, которая поёт»), в котором ей предстояло сыграть главную роль — певицу Анну Стрельцову. Изначально писать всю музыку к фильму должен был Александр Зацепин, с которым Пугачёва тогда плотно сотрудничала.
…мне было безразлично, известна певица или нет. Главное — поёт прекрасно и к делу серьёзно относится. Поэтому работал с ней с большим удовольствием.<…> Раньше надо было спеть два раза, потом делали наложение, получается очень красиво. Так вот, большинство певиц не могли два раза спеть одинаково! То чуть короче, то чуть длиннее. А у Пугачёвой всегда всё точно, без ошибок!Александр Зацепин, «Есть только миг…» 2003

В образе Бориса Горбоноса — альтер эго А. Пугачёвой

Однако во время съёмок фильма у них произошёл конфликт — она, не предупредив композитора заранее, без его ведома включила в картину свои песни (под псевдонимом Борис Горбонос). Из-за этого Зацепин отказался быть автором музыки, но после разговора с директором студии Н. Т. Сизовым всё же согласился оставить в фильме свои песни. В итоге вся фоновая музыка была написана Пугачёвой.
Знаменитая запись была сделана живьём, без цифровых обработок и усилений. Многим кажется, что Пугачёва здесь не столько поёт, сколько «кричит» и «надрывается», но на самом деле поёт здесь она идеально, используя технику бельканто, виртуозно перескакивая с регистра на регистр.
Для съёмок модельер Вячеслав Зайцев создал для певицы свободное платье-балахон. Этот наряд позволял трансформироваться в различные образы, создавая «театр Аллы Пугачёвой». Она надолго оставила «балахон» для своих выступлений, подобного рода платья стали одной из визитных карточек певицы, важной деталью её сценического образа.
В мае 1978 года вышел первый сольный студийный альбом «Зеркало души». Альбом составляли 16 записей 1975—1977 годов преимущественно Александра Зацепина, а также три песни самой певицы (под псевдонимом Борис Горбонос) и по одной песне Бориса Рычкова и Марка Минкова. В конце 1970-х годов альбом стал одним из самых продаваемых в СССР, было выпущено несколько его экспортных вариантов со списком песен на английском, французском, испанском языках. Кроме того, альбом был издан за границей в Болгарии и Чехословакии.
В 1978 году продолжила активно гастролировать в СССР и за рубежом. Летом 1978 года она уволилась из Москонцерта, а ВИА «Ритм» — из Харьковской филармонии. Был создан новый коллектив, с которым певица перешла в Росконцерт, где проработала до 1988 года. Её концертным директором стал Евгений Болдин, в будущем — её третий муж.
В августе 1978 года отправилась в польский город Сопот для участия во II международном песенном конкурсе «Интервидение-78», где исполнила «Сонет Шекспира» и «Всё могут короли». Результатом её выступления стала победа на фестивале и триумф у польской публики. За исполнение песни «Всё могут короли» ей присудили гран-при «Янтарный соловей» и вручили денежную премию в размере 20 000 злотых, которую она передала в фонд строительства «Международного центра здоровья детей».
Женщина, которая поёт
В январе 1979 года в московском Театре эстрады состоялась премьера концертной программы «Женщина, которая поёт». До этого её концерты не имели определённого названия, а в афишах значилось «Поёт Алла Пугачёва». В этой программе к уже известным песням прибавилось много новинок. Помимо Москвы, в 1979 году новая программа была показана во многих крупных городах СССР и стала своеобразным промотуром одноимённого фильма, вышедшего в прокат весной 1978 года.
5 июля 1979 года в Москве дала совместный концерт с Джо Дассеном по случаю открытия олимпийской гостиницы «Космос». 25 августа 1979 года как почётный гость выступила в гала-концерте III международного фестиваля «Интервидение-79» в Сопоте (Польша).
В 1979 году вышел второй альбом певицы «Арлекино и другие», в который вошли записи периода работы в ВИА «Весёлые ребята». В 1980 году вышли ещё два альбома певицы: «Поднимись над суетой», состоящий из песен 1978—1979 годов её как композитора, и «То ли ещё будет» с записями 1977—1979 годов. Помимо этих пластинок вышло несколько синглов, а также альбомы в Японии, Финляндии, Болгарии и Чехословакии.
14 июня 1980 года провела своё последнее выступление с ВИА «Ритм». На базе безымянного ансамбля под управлением Ю. Шахназарова и некоторых музыкантов, пришедших из «Ритма», она организовала группу «Рецитал», которая в дальнейшем вплоть до окончания музыкальной карьеры в 2010 году неизменно оставалась её аккомпанирующим составом.
В августе 1980 года на «Мосфильме» начались съёмки кинофильма «Рецитал». Режиссёром картины выступил муж певицы Александр Стефанович. Фильм задумывался как музыкальная драма о певице, на пике своей популярности теряющей голос и вынужденной бросить эстраду. Однако на начальном этапе съёмок руководство киностудии отстранило певицу от участия в картине из-за скандала, устроенного ею на съёмочной площадке. Это привело к разрыву отношений между Пугачёвой и Стефановичем и последовавшему разводу. С несколько изменённым сценарием, другими исполнителями и песнями, фильм вышел под названием «Душа» (1981).
В течение июля—августа 1980 года участвовала в культурной программе Олимпийских игр в Москве, дав несколько концертов для иностранных гостей в Театре эстрады.
В ночь с 31 декабря 1980 года на 1 января 1981 года в новогодней телепередаче «Голубой огонёк» в её исполнении прозвучала песня «Маэстро» на музыку латышского композитора Раймонда Паулса и стихи Ильи Резника. Эта песня положила начало новому творческому тандему Паулс — Резник — Пугачёва.
Монологи певицы
В июне 1981 года окончила факультет эстрадного искусства ГИТИСа по специальности «Эстрадная режиссура» и в качестве дипломной работы представила новую концертную программу «Монологи певицы». Защита дипломной работы состоялась в концертном зале Военно-воздушной инженерной академии им. Н. Е. Жуковского в Москве и представляла собой закрытый концерт для офицеров. Уже с июля 1981 года она отправилась представлять новую концертную программу во многих крупных городах СССР и за рубежом. В течение 1981—1983 годов представила «Монологи певицы» в 15 городах СССР, а также в 10 странах зарубежья.
Осенью 1981 года дала серию концертов по городам Чехословакии, где также выступила на международном фестивале «Intertalent '81» в качестве почётного гостя. Провела гастроли по городам Австрии и Финляндии, также приняла участие в международном фестивале политической песни в Хельсинки.
В конце 1981 года вместе с Игорем Кио стала ведущей новой телепрограммы «Новогодний аттракцион», в которой звёзды эстрады и кино выступали в цирке в непривычных для себя амплуа. Сама певица стала ассистенткой фокусника Кио. Премьера первого выпуска «Новогоднего аттракциона» состоялась 2 января 1982 года. В то же время выступила в роли исполнительницы, ведущей и режиссёра-постановщика творческих вечеров Раймонда Паулса «У нас в гостях Маэстро», которые прошли 21—29 декабря 1981 года в московском Театре эстрады.
В 1982 году певица гастролировала в ГДР, СФРЮ, СРР, ВНР, Италии. 28 июня 1982 года выступила в Париже в концертном зале «Олимпия», отзыв о выступлении Пугачёвой опубликовала французская газета France Soir. Приняла участие в первом советско-американском телемосте «Москва — космос — Калифорния».
В праздничной телепередаче «Новогодний аттракцион» 2 января 1983 года в её исполнении прозвучала песня «Миллион алых роз», ставшая хитом. Особенной популярностью она пользовалась в Японии.
В 1983 году помимо гастролей по городам СССР выступала с концертами в ВНР, Швеции, СФРЮ, ЧССР. В течение 1981—1983 годов выпустила 9 синглов и пятый номерной альбом «Как тревожен этот путь». Также был выпущен её альбом в Чехословакии.
…я хотела петь, но знала, что меня не отпустят. Неужели непонятно, какие это были годы?
В феврале 1983 года во время трёхдневного визита в Москву участники шведской группы ABBA Бьорн Ульвеус и Бенни Андерссон побывали на «Монологах певицы» и предложили Пугачёвой исполнить роль жены русского шахматиста Светланы в новом мюзикле «Шахматы».
В том же году Альфред Шнитке предложил певице исполнить премьерную партию Мефистофеля в кантате «История доктора Иоганна Фауста» и будто бы получил согласие. Но объявленное исполнение в Большом зале Московской консерватории не состоялось, а в перенесённой на октябрь премьере в Концертном зале имени П. И. Чайковского партию Мефистофеля исполнила солистка Большого театра.
В новогоднюю ночь 1984 года в праздничной телепрограмме «Новогодний аттракцион» певица исполнила две новые песни: «Расскажите, птицы» и «Айсберг», написанные начинающим композитором Игорем Николаевым, в то время музыкантом-клавишником в группе «Рецитал». С них началось их сотрудничество, результатом которого стал альбом «…Счастья в личной жизни!» (1986).
Пришла и говорю
В начале 1984 года начала подготовку новой сольной программы «Пришла и говорю». Название дала одноимённая песня на стихи Беллы Ахмадулиной. Режиссёром-постановщиком выступила сама певица. «Пришла и говорю» по концепции существенно отличалась от предыдущей «Монологи певицы» (1981—1983); она была рассчитана на большие площадки (дворцы спорта и стадионы), для зрелищности каждая песня сопровождалась хореографическим номером или визуально-художественными эффектами. Певица позиционировала новую программу как театрализованное представление. Премьера состоялась 2 июня 1984 года в Москве в СК «Олимпийский», вмещавшем 35 000 человек. В течение 1984 года певица представила её зрителям Ленинграда и Еревана.
Параллельно с новой концертной программой на «Мосфильме» шли съёмки кинофильма «Алла», в котором певица играла главную роль. В отличие от предыдущего кинофильма с её участием — «Женщина, которая поёт» (1978), — этот фильм был снят в жанре музыкального ревю и показал новый этап творчества певицы. Фильм вышел в прокат с названием «Пришла и говорю» (1985).
В 1984 году певица также снялась в музыкальном кинофильме Георгия Юнгвальд-Хилькевича «Сезон чудес», где исполнила несколько песен Юрия Чернавского. В планах также было выпустить совместный альбом «Видеомашина», но проект не был завершён из-за отъезда композитора за границу.
В течение 1984—1985 годов гастролировала за рубежом, в частности в странах Скандинавии. Итогом этих гастролей стало издание нескольких синглов и альбомов в Финляндии и Швеции, съёмки в популярной телепрограмме «Лестница Якоба» и других.
В 1985 году окончилось активное сотрудничество с Раймондом Паулсом. Премьера последних совместных композиций «Делу время» и «Без меня» состоялась в новогоднюю ночь 1985 года.
«Молодёжный период»
Эпитет «молодёжный период» родился с лёгкой руки Р. Паулса, прокомментировавшего так в интервью латвийскому телевидению сотрудничество Пугачёвой с Кузьминым
Период 1985—1988 годов стал новым, так называемым «молодёжным периодом» в творчестве певицы: аранжировки большинства композиций были выполнены в современной стилистике с хард-роковой гитарой, в текстах песен стало больше социальных тем. Тогда же певица начала сотрудничество с музыкантом и исполнителем, руководителем рок-группы «Динамик» Владимиром Кузьминым. В марте 1986 года в их исполнении прозвучала песня «Две звезды», ставшей визитной карточкой их дуэта. Сменился и её сценический имидж: на смену прежним «балахонам» пришли короткие юбки. Вместе с Кузьминым Пугачёва гастролировала во многих городах СССР, а также за рубежом, в частности выступила на песенном фестивале в Сан-Ремо (Италия) в феврале 1987 года.
В марте 1985 года в московском Центре международной торговли состоялись три совместных концерта певицы и шведской группы Herreys. Новая серия совместных концертов с ними же «Алла Пугачёва представляет…» прошла в конце августа — начале сентября 1985 года на концертной площадке Ленинградского СКК имени Ленина. Затем программа была показана зрителям Таллина и Москвы). Также прошли совместные концерты с норвежской группой Bobbysocks.
В июле 1985 года певица приняла участие в XII Всемирном фестивале молодёжи и студентов в Москве. В рамках фестиваля дала несколько совместных концертов с американским исполнителем Дином Ридом и западногерманским рок-исполнителем Удо Линденбергом. В дальнейшем между ними завязалось тесное сотрудничество. В сентябре 1985 года приняла участие в сольных концертах Линденберга в Эссене, в октябре 1986 года вместе с ним участвовала в большом концерте-манифестации в Хассельбахе, а в августе—сентябре 1987 года состоялись их большое совместное турне «Рок за безъядерный мир к 2000 году» в Москве, Ленинграде, городах Швейцарии и ФРГ. Итогом сотрудничества советской певицы и западногерманского исполнителя стал выпуск сплит-альбома «Песни вместо писем» в июле 1988 года, изданный лейблом Polydor Records в ФРГ и фирмой «Мелодия» в СССР.
30 мая 1986 года после аварии на Чернобыльской АЭС вместе с Кузьминым приняла участие в сборном благотворительном концерте-акции «Счёт-904» в СК «Олимпийский» в Москве в помощь пострадавшим от аварии в Чернобыле. А 8 сентября 1986 года в посёлке вахтовиков Зелёный Мыс, неподалёку от Припяти, всего в нескольких километрах от ещё не закрытого саркофагом реактора, певица дала концерт под открытым небом для ликвидаторов аварии. Выступление в зоне повышенной радиации негативно отразилось на здоровье певицы, в том числе на её голосе. Впоследствии ей было присвоено звание ликвидатора аварии на ЧАЭС.
В мае 1987 года на концерте в Вене вместе с американским певцом Барри Манилоу исполнила песню One Voice.
24 августа 1987 года во время гастролей в Ленинграде произошёл конфликт в гостинице «Прибалтийская». Причиной был отказ администрации предоставить певице заранее забронированный для неё номер, а требования вселить её именно в этот номер (любимый номер певицы, в котором она всегда останавливалась во время своих визитов в Ленинград) были названы «капризом певички». Разговор перешёл на повышенные тона. Всё началось с публикации в «Ленинградской правде», и в условиях начавшейся в стране гласности происшествие получило широкий резонанс в советских средствах массовой информации. Певица подверглась резкому остракизму в прессе, отменялись её выступления, а Гостелерадио СССР на несколько месяцев изъяло её записи из теле- и радиоэфиров.
Осенью 1988 года состоялось двухнедельное турне по городам Америки (Сиэтл, Лос-Анджелес, Сан-Франциско, Чикаго, Филадельфия и Бостон) с заключительным концертом в нью-йоркском «Карнеги-холле», публика, главным образом, состояла из эмигрантов из СССР. В туре, кроме самой Пугачёвой, участвовали В. Кузьмин и В. Пресняков. По версии журнала Billboard, Пугачёва «стоит в одном ряду с такими великими музыкантами музыкальной индустрии всех времён, как Бинг Кросби, Элвис Пресли и Майкл Джексон».
С 1988 года Пугачёва ежегодно проводила фестиваль «Рождественские встречи» в спорткомплексе «Олимпийский» — в концертную программу приглашались как известные, так и начинающие исполнители поп и рок-музыки (во время выступлений осуществлялась съёмка телевизионной версии программы). В 2000 году фестиваль прошёл в Театре оперетты. В последний раз фестиваль состоялся в 2012 году.
В 1990 году в качестве гостя участвовала в церемонии вручения премии World Music Awards в Монте-Карло. По данным биографа Алексея Белякова, в начале 1990-х годов в США Пугачёву по уровню популярности сравнивали с Мадонной, называя её «Красная Мадонна».

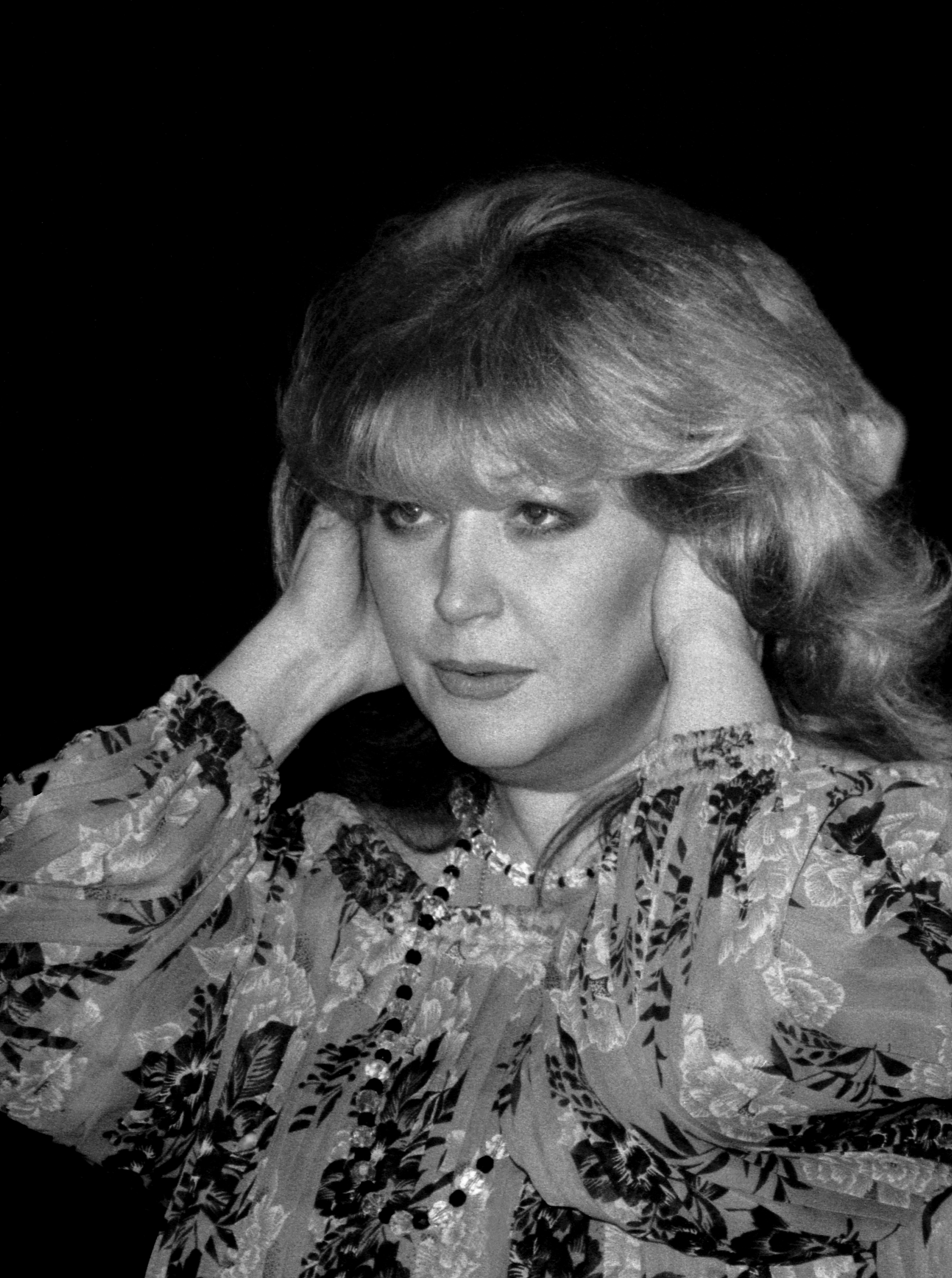
Февраль 1991 года

В середине 1990-х годов Российским дворянским собранием Пугачёвой присвоен титул графини.
15 марта 1994 года вышла замуж за певца Филиппа Киркорова.
В период 1995—1996 годов Пугачёва прекратила гастрольную деятельность.

В 1997 году совместно с корпорацией «Эконика» певица под брендом Alla Pugachova выпустила свою марку обуви. Обувь стала самым успешным не песенным бизнес-проектом певицы наряду с духа́ми «Alla», выпускавшимися на протяжении нескольких лет с 1990 года совместно с французской парфюмерной компанией «Sogo».
Прозвище Примадонна, может быть, для кого-то и носило сначала иронический оттенок… Но ведь прижилось: скажешь «Примадонна» — и сразу понятно, о ком речь.
15 апреля 1997 года в «Олимпийском» состоялся юбилейный концерт «Сюрприз для Аллы» в честь дня рождения певицы. Около 40 российских музыкантов исполнили кавер-версии из репертуара Пугачёвой. Среди участников были Муслим Магомаев, Валерий Леонтьев, Эдита Пьеха, Людмила Гурченко. В последующем такие концерты стали проходить чуть ли не ежегодно (некоторые отчётные концерты «Фабрики звёзд», «День Пугачёвой» на конкурсах «Пять звёзд» и «Новая волна», и другие). В финале концерта выступила сама Пугачёва. Она исполнила несколько песен, в том числе и «Примадонну» собственного сочинения, посвящённой Людмиле Гурченко; 3 мая с этой песней ей предстояло выступить на конкурсе «Евровидение» в Дублине, заменив внезапно заболевшего Валерия Меладзе. По итогам голосования конкурса песня набрала 33 балла и заняла 15-е место (из 25 мест).
26 ноября 1997 года во время большой пресс-конференции в редакции газеты «Аргументы и факты» Пугачёва объявила о возвращении на сцену и возобновлении гастрольной деятельности. Певица подготовила сразу две концертные программы: «Да!» (для стадионов и дворцов спорта) и «Избранное» — для камерных залов. Большое турне началось 3 апреля 1998 с концерта в Алма-Ате. За три года певица дала свыше 150 концертов в России, странах бывшего СССР, а также в Германии, Греции, Израиле, Великобритании и США. Телеверсия московских концертов транслировалась по телеканалу «ОРТ», а позже была выпущена на CD, VHS и DVD. В мае 1998 года был выпущен 15-й номерной альбом «Да!». Помимо этого, за три года ею было выпущено несколько синглов и сборников.
В течение 1997—2000 годов приняла участие в большом количестве сборных концертов и телешоу, среди которых; «Старые песни о главном» и концерт, посвящённый памяти Татьяны Снежиной. В период празднования 850-летия Москвы участвовала в спектакле-дивертисменте «Москва на все времена» — церемонии закрытия празднования в спортивном комплексе «Лужники».
— Вы, полагаю, отдаёте себе отчёт в том, что концерт с хором геев из Лос-Анджелеса является в вашем случае не столько концертом, сколько пламенным социальным манифестом?
—  Для отсталых людей это будет манифест. А для меня это будет нормальная человеческая и профессиональная акция. Я пою с хором, который мне нравится.
В 1999 году приняла предложение Мужского хора геев Лос-Анджелеса о совместном выступлении в Москве во время их тура по России и странам Балтии. Концерт состоялся 9 октября в Концертном зале имени П. И. Чайковского. Второе отделение завершилось совместным исполнением гимна, сочинённого Дином Ридом — We Shall Overcome / «Мы преодолеем». Некоторые расценили это как акцию в поддержку международного ЛГБТ-движения.
В 2001 году возглавила Международное жюри Международного конкурса вокалистов в рамках фестиваля «Славянский базар» в Витебске.
Фабрика звёзд
Пугачёва продолжила гастролировать с программой, которая называлась то «Лучшее», то «Святая грешница», то даже «Избранное». Однако это была уже не программа «Избранное» 1998—1999 годов, а некая промежуточная программа, которая годом позже преобразовалась в «Мы приехали» и просуществовала до сентября 2007 года. В основе новой программы лежали песни композитора Любаши, с которой она сотрудничала и даже выпустила совместный диск «А был ли мальчик?», композиции текущего репертуара, а также песни 1970—1980-х годов («Не отрекаются, любя», «Старинные часы» и другие). В 2005 году приняла участие в концерте-бенефисе Любаши в Государственном Кремлевском дворце.
В 2002 году в прессе появлялись слухи о разладе с Ф. Киркоровым. Певица всё чаще появлялась на публике с юмористом Максимом Галкиным. В 2003 году они провели совместные гастроли, а позже снялись в музыкальном телефильме «За двумя зайцами». В мае 2005 года Пугачёва и Киркоров развелись.
2001—2005 годы — период наиболее тесного сотрудничества певицы с композитором Игорем Крутым. Она записала ряд его новых песен, приняла участие в его «Творческих вечерах», а также активно поддерживала его проекты: стала продюсером и ведущей фестиваля «Песня года» и в качестве «музы» выступала на конкурсе молодых исполнителей популярной музыки «Новая волна» в Юрмале.
Помимо этого певица учредила собственную премию «Золотая звезда Аллы» и стала продюсером проекта «Фабрика звёзд» на Первом канале; организовала «Рождественские встречи» в казино «Кристалл» в Москве; снялась в музыкальном телефильме «Сказки про любовь» (режиссёр И. Миронова); выпустила два номерных альбома — «Речной трамвайчик» (2002) и «Живи спокойно, страна!» (2003) и несколько сборников и сплит-альбомов.
27 сентября 2007 года в Сочи дала последний концерт в рамках гастрольного тура «Мы приехали». В течение 2001—2007 годов концертная программа «Мы приехали» была показана публике 195 раз.
Радио Алла
20 июля 2007 года певица стала художественным руководителем FM-радиостанции «Алла» в Москве; она влияла на музыкальную политику, а также вела авторские программы: «Алло, Алла», «В гостях у Аллы», «Алла ищет таланты».

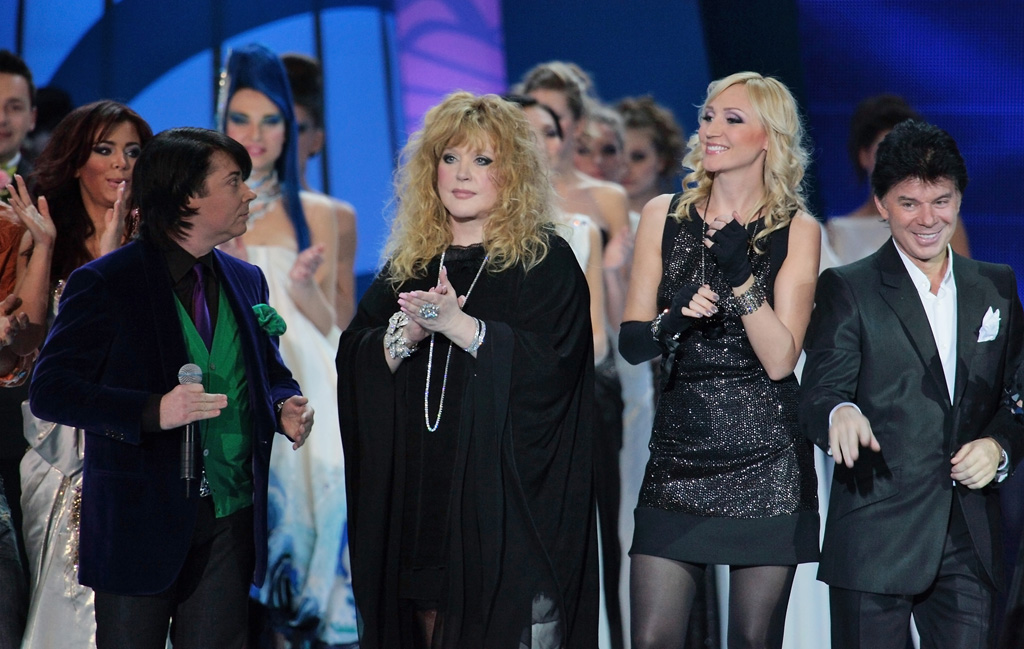
На показе моды Валентина Юдашкина. 2009 год

За короткое время радиостанция набрала большое количество слушателей, и уже в ноябре 2007 года еженедельная аудитория «Радио Алла» составила 1 242 000 человек, что позволило ей разместиться сначала на 16-м, а затем на 13-м (из 49) месте в топе радиостанций Москвы. В декабре 2010 года радио вещало в 22 городах России, 16 городах Украины и 3 городах Молдовы. После смерти Александра Варина — близкого друга певицы, идейного вдохновителя «Радио Алла» и Президента «Вещательной корпорации „Проф-Медиа“» (ВКПМ), в которую входила радиостанция, — она не нашла общего языка с новым руководством ВКПМ и ушла из проекта. 24 января 2011 года радио прекратило вещание в России, а 31 января 2012 года и на Украине.
В 2008 году губернатор Санкт-Петербурга Валентина Матвиенко выделила в устье реки Смоленки участок под строительство «Театра песни Аллы Пугачёвой». Анонсировалось, что строительство начнётся в 2009 году и продлится два года. Однако по состоянию на апрель 2014 строительство так и не было начато и находилось в стадии проектирования. Кроме того, в августе 2012 года Градостроительный совет Санкт-Петербурга рекомендовал снизить высоту здания с 70 до 60 метров. В январе 2014 Куйбышевский суд Петербурга признал незаконным решение городского комитета, разрешившего строить театр.
В 2008 году вышел 17-й и последний на сегодняшний день номерной альбом певицы — «Приглашение на закат». Также Алла Пугачева выпустила клип на песню «Приглашение на закат».
5 марта 2009 года на пресс-конференции объявила о завершении гастрольной деятельности после прощального тура «Сны о любви». Тур начался 7 апреля 2009 года в Москве и закончился 4 марта 2010 года в Софии (Болгария). Символично, что концертная деятельность певицы закончилась там, где когда-то началась её слава — именно в Болгарии в 1975 году она спела своего знаменитого «Арлекино». В рамках прощального тура певица дала 37 концертов в 13 странах мира: России, Украине, Казахстане, США, Израиле, Германии и других. 15 апреля 2009 года во Дворце спорта «Лужники» состоялся юбилейный концерт-бенефис «С днём рождения, Алла!», в котором участвовали многие «звёзды» российской поп-музыки. В дуэте с Софией Ротару Пугачёва исполнила песню «Нас не догонят» группы «Тату».
В 2007—2009 годах продолжала заниматься творческой деятельностью: участвовала в конкурсе «Новая волна» в Юрмале, вела концерты и теле-проекты, среди которых «Две звезды» и «Песня года».

### Уход со сцены
Певица не нарушает слова о прекращении гастрольной деятельности. С 5 марта 2010 года и до настоящего времени она не дала ни одного сольного концерта, кроме юбилейного концерта к своему 70-летию в 2019 году, однако записала и публично исполнила несколько песен. Кроме того, озвучила Королеву крыс в фильме Андрея Кончаловского «Щелкунчик и Крысиный Король», занималась поиском талантов в шоу «Фактор А» и конкурсе «Новая волна»; вместе с Максимом Галкиным вела украинскую версию программы «Утренняя почта» (укр. «Ранкова пошта») на телеканале «Интер».

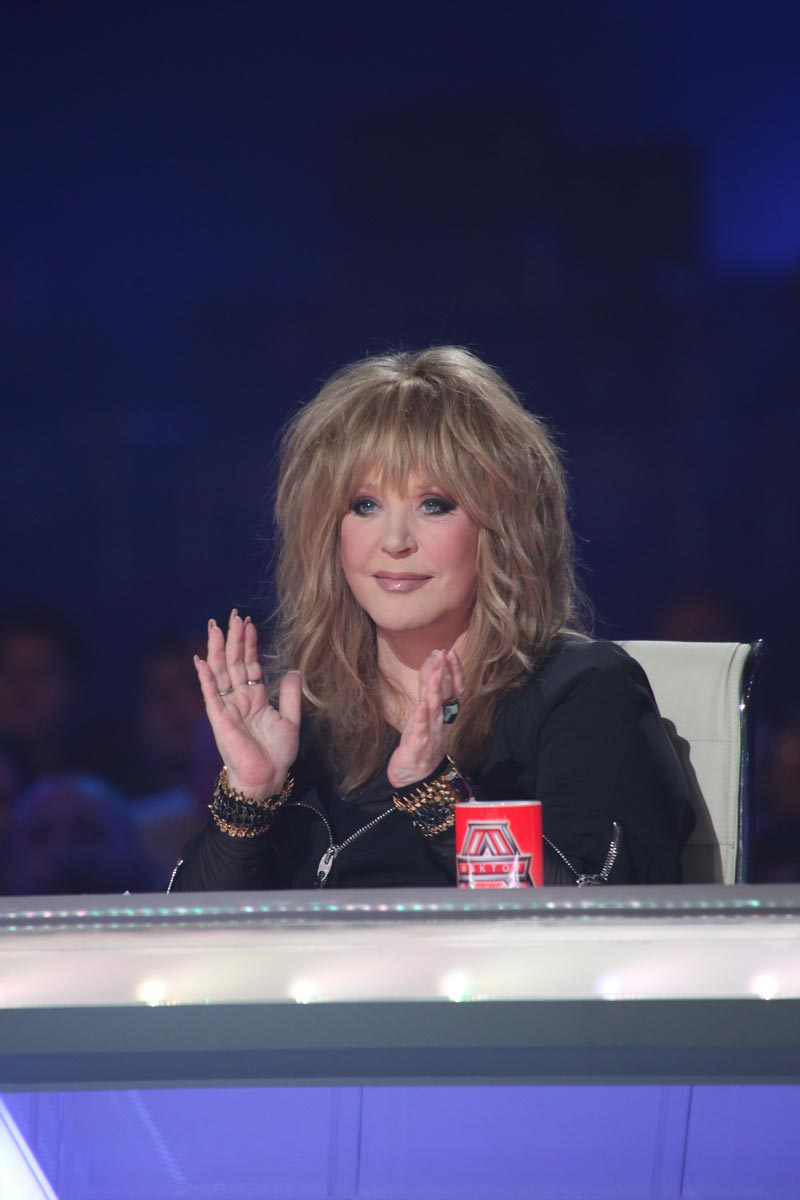
На съёмках программы Фактор А (2012)

С 6 по 10 сентября 2011 года Алла Пугачёва организовала международный музыкальный фестиваль «Crimea music fest» в Ялте. В фестивале приняли участие Глория Гейнор, Демис Руссос, Александр Бард, Горан Брегович, София Ротару, Валерий Леонтьев и другие исполнители из Украины, США, Греции, Испании, Эстонии, Финляндии, Израиля, Индии, Казахстана, Кении, Шри-Ланки, Чили, Австралии, Доминиканской республики и других стран. Также в рамках фестиваля состоялся конкурс вокалистов. Телетрансляцию фестиваля вёл канал «Интер». Фестиваль вошёл в шорт-лист премии «Звуковая дорожка» в номинации «Событие года».
23 декабря 2011 года Пугачёва вышла замуж за Максима Галкина.
15 апреля 2012 года Алла Пугачёва и Максим Галкин на протяжении 3 часов вели «прямую линию» на телеканале «НТВ» — отвечали на вопросы жителей Москвы, Санкт-Петербурга, Сочи, Владивостока и других городов России, Восточной Европы, Центральной Азии и США.
В рейтинге «Российская элита-2011» (по версии ВЦИОМ) находилась на 3 месте после Владимира Путина и Дмитрия Медведева. В рейтинге «100 самых влиятельных женщин России» («РИА Новости», «Эхо Москвы», журнал «Огонёк») располагается на 2-м месте после председателя Совета Федерации России — Валентины Матвиенко.
В рейтинге «Самых умных женщин России» (ВЦИОМ) — на 4-м месте после Валентины Матвиенко, Ирины Хакамады и Екатерины II.
18 сентября 2013 года при помощи суррогатного материнства у Аллы Пугачёвой и её супруга Максима Галкина родились дети — дочь Елизавета и сын Гарри.
В 2017 году в рамках музыкального фестиваля «Жара» в Баку состоялся творческий вечер певицы, на котором также выступили и другие исполнители с песнями из её репертуара. В том же году Пугачёва вошла в список «100 самых влиятельных россиян столетия» по версии Forbes.
В 2018 году в рамках культурной программы VIII Петербургского международного юридического форума выступила в Михайловском замке.
3 февраля 2019 года Алла Пугачёва передала в коллекцию Фонда историка моды Александра Васильева 13 своих концертных костюмов, включая платье-балахон с цветочной аппликацией из видеоклипа на песню «Балет», платье-хитон из фильма «Сезон чудес», костюмы из мюзикла «За двумя зайцами», а также несколько нарядов, созданных для участия в ежегодном фестивале «Рождественские встречи».
17 апреля 2019 года в Государственном Кремлёвском дворце прошёл юбилейный концерт «Алла Пугачёва. P. S.», посвящённый 70-летию певицы.
В июле 2019 года в рамках музыкального фестиваля «Белые ночи Санкт-Петербурга» состоялся концерт, посвящённый творчеству Пугачёвой.
По данным исследовательского холдинга «Ромир», Пугачёва занимала 1-е место в рейтинге «Самых влиятельных музыкантов в России» (2021).
По данным генерального директора концертного агентства «Ру-Концерт» Евгения Морозова, А. Пугачёва имела наибольший размер гонорара за выступление среди исполнителей в России и странах СНГ.
В 2021 году приняла участие в записи саундтрека фильма «Чернобыль» (песня «Мы в этой жизни — только гости»).
В мае 2022 года посетила Форум свободной культуры «СловоНово» в Тель-Авиве, на котором также присутствовали рок-музыканты Андрей Макаревич и Борис Гребенщиков. Тогда же получила израильский паспорт сроком на один год.
16 сентября 2022 года Министерство юстиции Российской Федерации включило Максима Галкина, выступившего против вторжения России на Украину, в список физических лиц — «иностранных агентов», и через два дня, 18 сентября, Пугачёва в Инстаграме попросила российские власти признать её «иностранным агентом» вслед за мужем.
10 октября 2022 года опубликовала пост в Инстаграме, в котором сообщила, что уехала из России в Израиль. Также Пугачёва поблагодарила своих поклонников за любовь и поддержку, за умение отличать правду от лжи и сообщила, что она молится за всех и о мире.
В ноябре 2022 года стало известно, что Пугачёва закрывает свою последнюю в России компанию «АБП».

### Состояние здоровья
С конца 1970-х годов неоднократно садилась на диету, в частности, госпитализировалась в Центральный НИИ курортологии и физиотерапии с целью добиться стабилизации веса.
С 2006 года болеет сахарным диабетом.
В 2006 году было обнаружено сужение сосудов сердца из-за холестериновых бляшек и сделано стентирование сосудов (коронарная ангиопластика). Однако стенты не прижились, в 2008 году их заменили.
В декабре 2010 года Пугачёва перенесла операцию по стентированию в Научном центре сердечно-сосудистой хирургии имени Бакулева, было установлено четыре стента.
В мае 2014 года Пугачёва прошла обследование в Научном центре сердечно-сосудистой хирургии имени Бакулева из-за болей за грудиной, усиливающихся при физической нагрузке и эмоциональном напряжении. У неё также появилась возвратная (постинфарктная, периинфарктная) стенокардия.
В марте 2018 года Пугачёва сообщила, что страдает подагрой.

### Семья
Прадед с прабабушкой Пугачёвой (Павел и Мария), у которых было 7 детей, проживали в деревне Узгорск Славгородского района Могилёвской области. Мария (в округе была известной целительницей и гадалкой) дожила почти до 90 лет (умерла на ходу), похоронена в деревне Недашево (Могилёвская область), Павел умер в возрасте около 40 лет (похоронен в деревне Узгорск). У деда по отцовской линии (Михаил, выходец из Могилёвской губернии) была родная сестра Анастасия, дочка которой (двоюродная тётка Пугачёвой) — Валентина Петровна Валуева (72 года на 2009 год, на 2009 год проживала в деревне Недашево). Михаил уехал в Москву, там у него родился Борис (отец Пугачёвой).
- Отец — Борис Михайлович Пугачёв (1918–1982)[198][199]. Участник Великой Отечественной войны, потерял на войне глаз[198]. В Красной армии с 1941 года. Участник обороны Москвы. Служил в 162-м армейском инженерном батальоне сапёром. Имел звание младшего сержанта и был огнемётчиком 32-го отдельного батальона ранцевых огнемётов. Награждён медалями «За оборону Москвы»[200] и «За боевые заслуги»[201]. Член ВКП(б) с 1941 года. После войны был директором по сбыту Талдомской обувной фабрики, играл в народном театре на Варшавке. В 1963 году он был арестован и приговорён к трём годам исправительных работ за хозяйственные злоупотребления, отбыл полтора года на работах в Долгопрудном и был освобождён «за примерное поведение»[8]. Умер от инфаркта[199], похоронен на Кузьминском кладбище[198].
- Мать — Зинаида Архиповна Одегова (1922–1986)[198], получила педагогическое образование, во время войны сначала была бойцом противовоздушной обороны, затем ездила в составе фронтовой концертной бригады, после войны работала в отделе кадров завода «Энергоприбор», пережила несколько инфарктов, похоронена на Кузьминском кладбище[8][199].
- Младший брат — Евгений Борисович Пугачёв (1950–2011)[8].

Мужья и дети
- Первый брак (8 октября 1969 — 6 ноября 1973) — с Миколасом Эдмундасом Орбакасом (род. 1945), артистом цирка. В браке с Орбакасом официально носила фамилию Орбакене, хотя на эстраде выступала под своей девичьей фамилией.
  - Дочь  — Кристина Эдмундовна Орбакайте (род. 1971) — эстрадная певица, актриса, заслуженная артистка России (2013).
    - Внук — Никита Владимирович Пресняков (род. 1991) — актёр кино, телевидения и дубляжа, певец и музыкант.
    - Внук — Дени Русланович Байсаров (род. 1998).
    - Внучка — Клавдия Михайловна Земцова (род. 2012).
- Второй брак (24 декабря 1977 — 24 декабря 1980) — с Александром Стефановичем (1944—2021), кинорежиссёром[202].
- Третий брак (1985 — 28 декабря 1993) — с Евгением Болдиным (род. 1948), концертным директором и продюсером.
- Четвёртый брак (15 марта 1994 — ноябрь 2005) — с Филиппом Киркоровым (род. 1967), эстрадным певцом. Церемонию бракосочетания провёл мэр Санкт-Петербурга Анатолий Собчак, а банкет организовал Владимир Путин[203].
- Пятый брак (с 23 декабря 2011) — с Максимом Галкиным (род. 1976), юмористом и телеведущим[комм. 9].
  - Дочь —  Елизавета Максимовна Галкина и сын —  Гарри Максимович Галкин (род. 2013) — двойня, рождённая суррогатной матерью[205]. В сентябре 2020 года пошли в первый класс Первой Московской гимназии[206].

## Политическая и общественная деятельность
С четырнадцати лет и до 1977 года состояла в ВЛКСМ.
В день Августовского путча 1991 года, находясь в Одессе в компании Михаила Жванецкого, выразила уверенность, что возврата назад не получится, что их время ушло.
В июне 1996 года приняла активное участие в предвыборном туре президентской кампании Бориса Ельцина «Голосуй, или проиграешь». Позднее не скрывала, что за свои выступления на концертах в рамках данной предвыборной кампании получила большие деньги. 14 июня 1996 года, за два дня до голосования, в программе «Герой дня» на телеканале НТВ вышло интервью Леонида Парфёнова, в котором Пугачёва призвала всех россиян проголосовать за Ельцина.
В 1998 году поддержала кандидата в губернаторы Красноярского края Валерия Зубова.
В период 1998—2007 годов была Послом доброй воли ЮНИСЕФ.
В декабре 2005 года стала членом Общественной палаты при Президенте Российской Федерации, где до 2008 года занималась вопросами социального развития.
К парламентским выборам 2007 года снялась в агитационном ролике «Единой России».

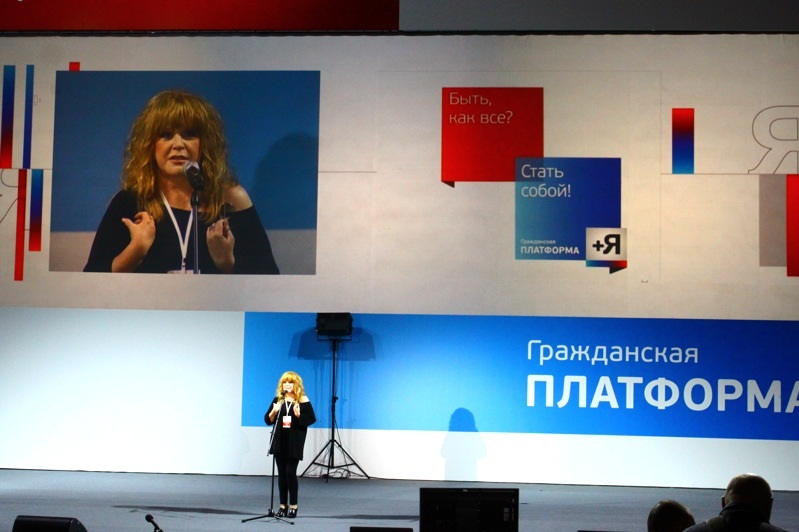
Выступление на съезде партии «Гражданская платформа» (2012)

С сентября 2011 певица открыто поддерживала политика Михаила Прохорова. Заявила о готовности вступить в его партию, затем вошла в его Общественный совет — кандидата в президенты РФ; совместно с Андреем Макаревичем исполнила о нём песню «Самый высокий», а также приняла участие в различных пресс-конференциях Прохорова и съездах общественного совета партии «Гражданская платформа». 14 сентября приняла участие в её съезде, но после смещения её лидера на следующий день после съезда на встрече сторонников Михаила Прохорова покинула партию, обвинив в произошедшем Владислава Суркова.
С 2012 года являлась членом федерального гражданского комитета партии «Гражданская платформа». В 2015 году, в связи с уходом из партии Прохорова, тоже вышла из «Гражданской платформы».
В 2012 году выступила в поддержку панк-группы «Pussy Riot».
3 сентября 2022 года, посетив церемонию прощания с Михаилом Горбачёвым, написала у себя на странице в Инстаграме о его положительной роли в период руководства СССР:«Ушла эпоха, в которой мы обрели свободу, перестали быть «Империей Зла» для всего мира, исчез страх за будущее своих детей. И главное. Горбачев отвергал насилие как способ политики и удержания собственной власти».
18 сентября 2022 года в Инстаграме попросила российские власти признать её «иностранным агентом» вслед за мужем Максимом Галкиным, выступающим против вторжения России на Украину и ранее признанным «иностранным агентом»:

Прошу зачислить меня в ряды иноагентов моей любимой страны, ибо я солидарна со своим мужем, честным, порядочным и искренним человеком, настоящим и неподкупным патриотом России, желающим Родине процветания, мирной жизни, свободы слова и прекращения гибели наших ребят за иллюзорные цели, делающие нашу страну изгоем и утяжеляющие жизнь наших граждан.
— @alla_orfey, 18 октября 2022
В ответ на поднявшуюся в российских социальных сетях волну недовольства в связи со своей политической позицией ответила оппонентам через Инстаграм:

Какое счастье, что меня ненавидят те люди, которых я всегда терпеть не могла. Если бы я им нравилась, это значило бы, что я пела и жила зря. Причина ясна. Пусть скрежещут зубами. Были холопами, стали рабами.
— @alla_orfey, 4 октября 2022
9 июля 2024 года Алла Пугачёва осудила ракетный удар российских войск по детской больнице «Охматдет» в Киеве, опубликовав фото раненых матери и ребёнка из больницы: «БОГ терпелив, но всему есть ПРЕДЕЛ»
В разные годы занимала первое место в категории «символ русской женщины», входила в топ «100 самых влиятельных женщин России», «самых умных женщин России». В 2022 году вошла в 100 влиятельных женщин мира по версии BBC.

## Благотворительность
- В августе 1978 года Алла Пугачёва получила денежную премию в размере 20 000 злотых за победу в Международном фестивале песни «Интервидение» в Сопоте, которую передала на строительство Центра здоровья детей в Мендзылесе[60].
- В начале марта 1995 года Алла Борисовна лично вручила дарственный чек на 35 тысяч дойчемарок губернатору Ульяновской области Ю. Ф. Горячеву на продолжение строительства Ульяновской многопрофильной больницы[237].
- В июне 1995 года Алла Пугачёва стала лауреатом Государственной премии Российской Федерации (65 млн рублей), которую передала в фонд помощи пострадавшим от землетрясения на острове Сахалин[238].
- В 2015 году оплатила ребёнку с диагнозом «ДЦП» из Звенигорода курс медицинской реабилитации в Китае[239].

## Награды и звания
Почётные звания СССР
- заслуженный артист РСФСР (26 июня 1980) — за заслуги в области советского музыкального искусства[240];
- народный артист РСФСР (9 января 1985) — за заслуги в области советского музыкального искусства[241];
- народный артист СССР (20 декабря 1991) — за большие заслуги в развитии советского эстрадного и сценического искусства[242][243][244][комм. 11]

Награды России
- орден «За заслуги перед Отечеством» II степени (15 апреля 1999) — за большой вклад в развитие отечественного музыкального искусства[245][246];
- орден «За заслуги перед Отечеством» III степени (8 апреля 2009) — за большой вклад в развитие отечественного эстрадного искусства и многолетнюю творческую деятельность[247];
- орден «За заслуги перед Отечеством» IV степени (17 апреля 2014) — за большой вклад в развитие отечественной культуры и эстрадного искусства[248];
- Государственная премия Российской Федерации в области литературы и искусства 1994 года (в области эстрадного искусства) (29 мая 1995) — за концертные программы последних лет[249];
- знак губернатора Московской области «За полезное» (9 октября 2002)[2].

Награды других стран
- орден Дружбы народов (23 сентября 2019, Беларусь) — за значительный вклад в развитие эстрадного искусства и укрепление белорусско-российских культурных связей[250]
- орден «Дружба» (3 сентября 2009, Азербайджан) — за особые заслуги в развитии культурных связей между Азербайджанской Республикой и Российской Федерацией[251]. Вручён президентом Азербайджана Ильхамом Алиевым 4 сентября 2009 года[252]
- орден Святого Месропа Маштоца (24 сентября 2009, Армения) —  за деятельность по содействию развитию армяно-российского культурного сотрудничества[253]. Вручена президентом Армении Сержем Саргсяном 26 сентября 2009 года[254]
- орден «Николая Чудотворца» за приумножение добра на Земле (2000 год, Украинский Фонд международных премий, Украина)[255]

Награды международных организаций
- медаль «За вклад в дело мира» Всемирного Совета Мира (Финляндия, 1981)[2]

Общественные награды
- орден Орла 1-й степени — за деятельность общенародного значения (1992)[256][257]

Музыкальные награды
- третья премия V Всесоюзного конкурса артистов эстрады (1974)[42];
- гран-при Международного конкурса вокалистов «Золотой Орфей» (НРБ, 1975)[258];
- гран-при «Янтарный соловей» на XVIII Международном фестивале песни «Интервидение» в Сопоте (ПНР, 1978)[259];
- «Актриса года» (1979) по опросу читателей журнала «Советский экран» — за участие в фильме «Женщина, которая поёт» (1978)[260];
- приз «Золотой микрофон» фирмы «Динакорд[нем.]», как лучшей певице года в Европе (ФРГ, 1981)[47][256][261];
- «Золотой диск» от фирмы Track Music за альбом Soviet Superstar. Greatest Hits 1976—1984 (Финляндия, 1984)[256];
- «Золотой диск» от фирмы «Мелодия» за альбомы «Зеркало души», «Арлекино и другие», «То ли ещё будет…» (СССР, 1985)[262];
- «Золотой диск» от фирмы Ampex за альбом «Алла Пугачёва в Стокгольме» (США, 1989)[263][264];
- приз «Distant Accord» за вклад в развитие фестивального движения от Международной федерации фестивальных организаций (ФИДОФ). Награждена в рамках фестиваля кантри-музыки в Нэшвилле (США, 1989)[256][265];
- приз имени Клавдии Шульженко в рамках фестиваля «Песня года» (1995)[266];
- медаль «2000 выдающихся музыкантов ХХ века» Международного Кембриджского биографического центра (Великобритания, 2001)[267][268];
- премия «Овация», в том числе в номинациях «Живая легенда» (1994) и «Певица десятилетия» (2001)[269][270];
- премия «Золотой граммофон» за исполнение песен: «А я в воду войду» (1997), «Позови меня с собой» (1997), «Мал-помалу» (1998), «Осторожно, листопад» (1999), «Белый снег» (1999), «Мадам Брошкина» (2000), «Свеча горела» (2000), «Это любовь» (2002), «Исчезнет грусть» (2003)[271];
- премия «Телетриумф» в номинации «Актриса года» за роль в мюзикле «За двумя зайцами» (Украина, 2003)[272];
- премия «Через искусство к миру и взаимопониманию» в рамках фестиваля «Славянский базар» (Беларусь, 2006)[273];
- премия «Первого канала» в номинации «Лучшая ведущая развлекательной программы» за программу «Две звезды» (2008)[274];
- «Платиновый диск» от фирмы «Мелодия» за многомиллионные тиражи проданных пластинок в России и странах Восточной Европы (2009)[275];
- премия Муз-ТВ в номинациях: «За вклад в развитие популярной музыки» (2006) и «Лучшее концертное шоу» за «Рождественские встречи» (2013)[276];
- по итогам хит-парада «Звуковая дорожка» (с 1976 по начало 2000-х годов) 15 раз признавалась «Лучшей певицей года»; в 1999 году «Звуковая дорожка» присудила Пугачёвой звание «Певица века»[277][278][279][280];
- включена в Зал Славы на I церемонии Top Hit Music Awards (2013)[281];
- мантия профессора Государственного музыкально-педагогического института имени Ипполитова-Иванова (2019)[282].

## Участие в фестивалях
Джаз Джамбори (Варшава, ПНР)

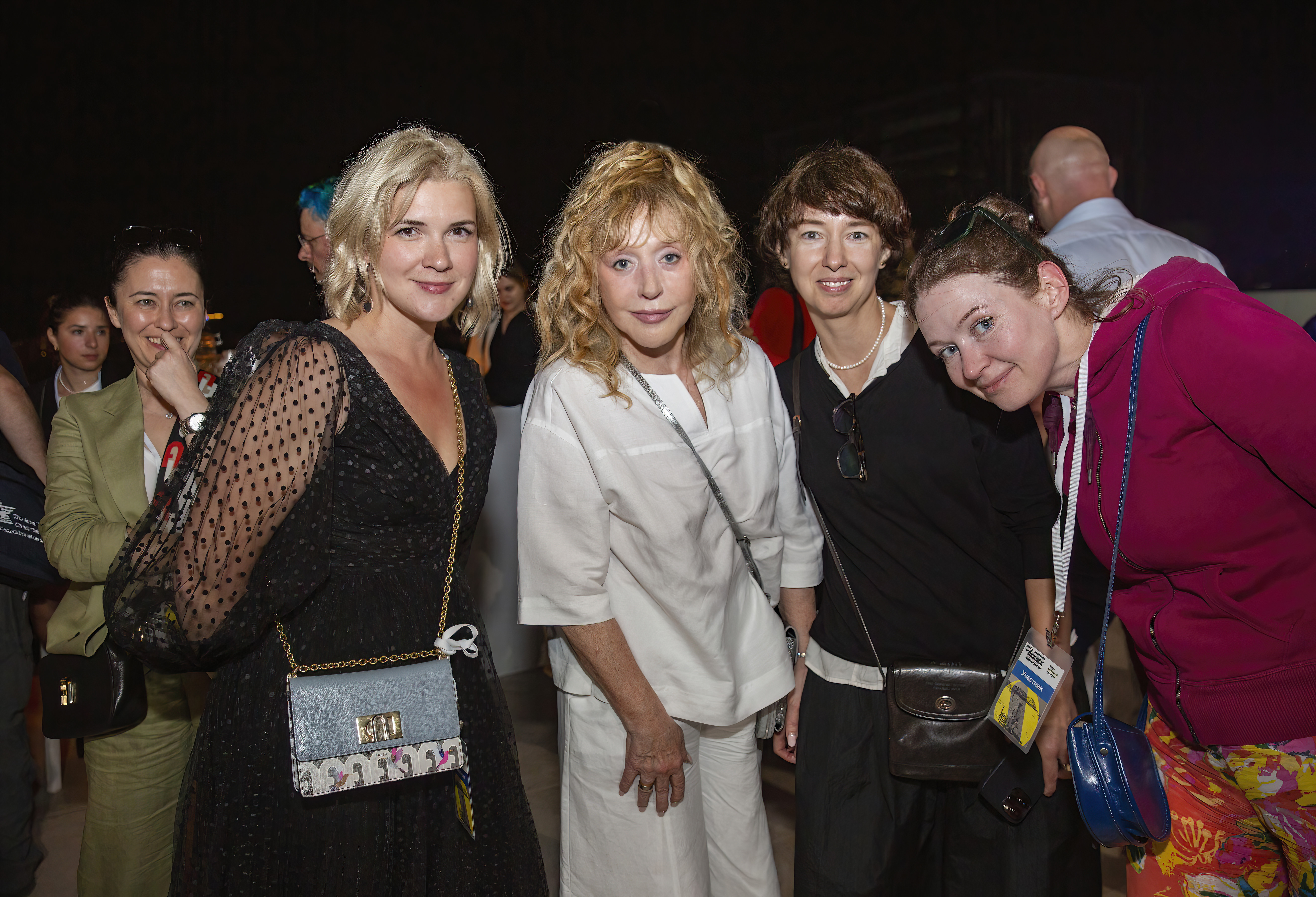
Алла Пугачева на фестивале «Слово Ново» в Израиле, 2022

- 1972 (вне конкурса; в составе джаз-орекстра Олега Лундстрема)[283]

V Всесоюзный конкурс артистов эстрады (Москва, СССР)
- 1974 — «Ермолова с Чистых прудов», «Посидим, поокаем»[41]

Золотой Орфей (НРБ)
- 1975 — «Арлекино», «Ты снишься мне»[46]
- 1982 (вне конкурса)

Песня года
- 1976 — «Очень хорошо», «Посидим, поокаем»
- 1977 — «Не отрекаются любя»
- 1978 — «Женщина, которая поёт», «Песня первоклассника»
- 1979 — «Звёздное лето», «Эти летние дожди»
- 1981 — «Маэстро»
- 1982 — «Старинные часы»
- 1983 — «А знаешь, всё ещё будет», «Миллион алых роз»
- 1984 — «Айсберг», «Без меня», «Расскажите, птицы»
- 1985 — «Делу время», «Паромщик»
- 1986 — «Две звезды» (в дуэте с Владимиром Кузьминым), «Прости, поверь»
- 1993 — «Осенний поцелуй», «Россия»
- 1994 — «Любовь, похожая на сон»[284]
- 1995 — «Бессонница», «Мэри», «Я тебя никому не отдам»
- 1997 — «В воду войду», «Позови меня с собой»
- 2001 — «Будь или не будь» (в дуэте с Максимом Галкиным), «Речной трамвайчик»
- 2005 — «Гадалка» (вместе с группой «Штар»), «Звезда», «Любовь как состояние», «Сердце ледяное», «Спасибо, любовь!»
- 2006 — «Здесь мы», «Приглашение на закат», «Ресницы и твои глаза», «Холодно в городе»
- 2007 — «Где-то далеко», «Дин-дон», «Одуваник», «Опять метель» (в дуэте с Кристиной Орбакайте), «Ты там, я там»
- 2008 — «My Love Good-Bye», «Громоотводы» (в дуэте с Максимом Галкиным), «Первое слово», «Прости, мальчишка!»
- 2016 — «Не звони», «Под одним флагом»[нет в источнике][285]

MIDEM (Канны, Франция)
- 1976 (вне конкурса; в сопровождении ВИА «Песняры»)[286]

Фестиваль в Сопоте (ПНР)
- 1978 — «Всё могут короли», «Сонет Шекспира»[2]

Братиславская лира '83 (ЧССР)
- 1983 (вне конкурса)[2]

Фестиваль в Зелёна-Гура (ПНР)
- 1983 (вне конкурса)[2]

Open Air 87 «Рок и поэзия» (Кобленц, ФРГ)
- 1987 (вне конкурса)[287]

Фестиваль в Сан-Ремо (Италия)
- 1987 (вне конкурса; в дуэте с Владимиром Кузьминым)[88][288]

Милосердие и красота (Киев, Украина)
- 1989 (вне конкурса)[289][290]

фестиваль кантри-музыки в Нэшвилле (США)
- 1989 (член жюри и участница гала-концерта)[256]

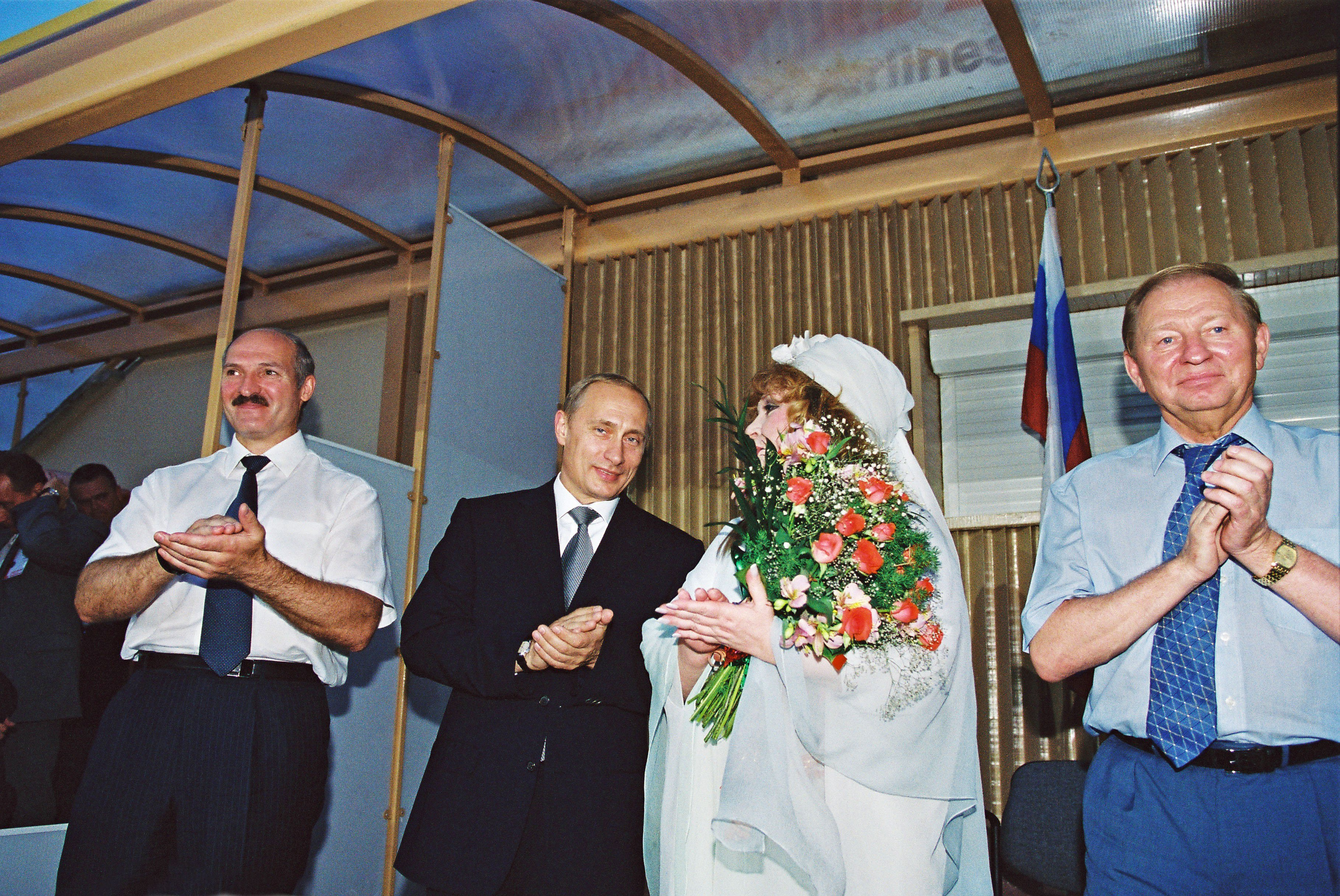
На Х международном фестивале «Славянский базар» с президентами Беларуси, России и Украины (2001)

Фестиваль в Аричча (Италия)
- 1991 (вне конкурса)

Rock Summer (Таллин, Эстония)
- 1994 (вне конкурса)[2]

Славянский базар в Витебске (Беларусь)
- 1994 (вне конкурса)[292]
- 2001 (председатель жюри)[133][134]
- 2016 (вне конкурса)[293][294]

Голос Азии (Алма-Ата, Казахстан)
- 1995 (вне конкурса)[295][296]

Евровидение (Дублин, Ирландия)
- 1997 — «Примадонна»[123]

Таврийские игры (Каховка, Украина)
- 2000 (вне конкурса)[297]

Пять звезд (Сочи, Россия)
- 2005 (председатель жюри)[298]

Новая волна (Юрмала, Латвия)
- 2002—2015 (вне конкурса, в качестве «музы»)[152][299][300].

Жара (Баку, Азербайджан)
- 2017 (вне конкурса)[166][167].

## Дискография
Дискография певицы насчитывает более 100 сольных пластинок, включая 19 номерных альбомов (18 только с новым материалом и 1 Greatest Hits), 34 сингла и 25 «компиляций» и сборников. Помимо России и стран бывшего СССР, альбомы издавались в Японии (5, включая переиздания), Корее (1), Швеции (6), Финляндии (4), Германии (1), Польше (2), Чехословакии (3), Болгарии (5) и Израиле (2). Дебютный альбом «Зеркало души» был продан тиражом 10 миллионов экземпляров (с учётом переизданий).
Общее количество проданных дисков оценивается в 250 миллионов экземпляров.
Сольные студийные альбомы певицы:
| №  | Год  | Страна          | Название                       | Формат | Лейбл                              | Синглы к альбому                                                                                         | Ссылки  |
| -- | ---- | --------------- | ------------------------------ | ------ | ---------------------------------- | --- | ------- |
| 1  | 1977 | СССР            | Зеркало души                   | LP     | Мелодия                            | Центровой из поднебесья (1976)                                                                           | [ 317 ] |
| 2  | 1979 | СССР            | Арлекино и другие              | LP     | Мелодия                            | Арлекино (1975) Сто часов счастья (1977)                                                                 | [ 318 ] |
| 3  | 1979 | СССР            | Поднимись над суетой!          | LP     | Мелодия                            | Вот так случилось, мама (1980)                                                                           | [ 319 ] |
| 4  | 1980 | СССР            | То ли ещё будет…               | LP     | Мелодия                            | Женщина, которая поёт (1978) Песни Марка Минкова (1980)                                                  | [ 320 ] |
| 5  | 1982 | СССР            | Как тревожен этот путь         | LP     | Мелодия                            | Маэстро (1981) Дежурный ангел (1981) Я больше не ревную (1982)                                           | [ 321 ] |
| 6  | 1985 | СССР · Болгария | Ах, как хочется жить           | LP     | Мелодия, Балкантон                 | Миллион роз (1982) Цыганский хор (1983) Сонет из к/ф «Любовью за любовь» (1984) Расскажите, птицы (1985) | [ 322 ] |
| 7  | 1985 | Швеция          | Watch Out                      | LP     | World Record Music                 | Lousy party (1984) Capitan, capitan (1984) Superman (1985)                                               | [ 323 ] |
| 8  | 1986 | СССР            | …Счастья в личной жизни!       | LP     | Мелодия                            | Паромщик (1986) Две звезды (1986)                                                                        | [ 324 ] |
| 9  | 1987 | СССР            | Пришла и говорю                | LP     | Мелодия                            | Окраина (1987)                                                                                           | [ 325 ] |
| 10 | 1990 | СССР            | Алла                           | CD, LP | Мелодия, Sintez records            | | [ 326 ] |
| 11 | 1991 | СССР            | Рождественские встречи I       | LP     | Русский диск                       | | [ 327 ] |
| 12 | 1992 | Россия          | Рождественские встречи II      | LP     | Русский диск                       | | [ 328 ] |
| 13 | 1995 | Россия          | Не делайте мне больно, господа | CD     | Союз                               | | [ 329 ] |
| 14 | 1998 | Россия          | Да!                            | CD     | Extraphone                         | Примадонна (1997)                                                                                        | [ 330 ] |
| 15 | 2001 | Россия          | Речной трамвайчик              | CD     | Арт-студия «Алла»                  | Белый снег (2000) Мадам Брошкина(2000)                                                                   | [ 331 ] |
| 16 | 2003 | Россия          | Живи спокойно, страна!         | CD     | Арт-студия «Алла», Монолит Рекордс | | [ 332 ] |
| 17 | 2008 | Россия          | Приглашение на закат           | CD     | РКФ «Долги наши»                   | | [ 333 ] |

 Концертный альбом певицы: 
| № | Год  | Страна | Название | Формат   | Лейбл | Синглы к альбому | Ссылки  |
| - | ---- | ------ | -------- | -------- | ----- | ---------------- | ------- |
| 1 | 2024 | Россия | P. S.    | стриминг |       |                  | [ 334 ] |

## Фильмография
Представлены только игровые фильмы. Полужирным начертанием выделены фильмы, в которых Пугачёва сыграла главную роль.

| Год  |     | Название                                            | Роль                                           |
| ---- | --- | --------------------------------------------------- | ---------------------------------------------- |
| 1976 | кор | Ансамбль неудачников                                | камео                                          |
| 1978 | ф   | Женщина, которая поёт                               | Анна Стрельцова                                |
| 1979 | ф   | Пена                                                | певица на фестивале                            |
| 1979 | тф  | Бабушки надвое сказали…                             | камео                                          |
| 1983 | ф   | Любовью за любовь                                   | певица                                         |
| 1985 | ф   | Пришла и говорю                                     | камео                                          |
| 1985 | ф   | Сезон чудес                                         | таксистка                                      |
| 1992 | тф  | Джулия                                              | камео                                          |
| 1995 | с   | Русский проект                                      | камео                                          |
| 1997 | тф  | Старые песни о главном 2                            | бывшая жительница двора                        |
| 1998 | тф  | Старые песни о главном 3                            | молодая певица, понравившаяся Эльдару Рязанову |
| 2001 | тф  | Старые песни о главном. Постскриптум                | «Клавдия Шульженко»                            |
| 2004 | тф  | За двумя зайцами                                    | Тоня Коровяк                                   |
| 2007 | тф  | Королевство кривых зеркал                           | Примадонна                                     |
| 2010 | ф   | Щелкунчик и Крысиный Король (Nutcracker in 3D, The) | Крысиная королева, Фрау Эва (озвучивание)      |

## Влияние на массовую культуру
За годы творческой деятельности Пугачёва оказала влияние не только на исполнительское искусство артистов отечественной эстрады, но и на сознание людей советского и постсоветского пространства.
Пугачёва была, есть и будет — она сама и её песни. Если она перестанет петь, то будут петь её ученики, которых она успела воспитать. Дети в школах будут учить её песни, а сама она так или иначе будет присутствовать в нашей жизни.

…Алла Борисовна своими песнями, самим своим образом навеки впечатана в коллективное бессознательное миллионов — и не только россиян, но, пожалуй, всех жителей бывшей одной шестой части суши, без учёта их нынешних геополитических и языковых различий.
— Владислав Крылов, «Известия» 15 апреля 2019

В то время как геополитическая, экономическая и политическая жизнь трансформировались идеологически запутанными и часто социально разрушительными способами, Пугачёва оставалась одной из немногих глубоких преемственностей между советским прошлым и постсоветским настоящим. Когда советский мир распался, люди унесли её в неизвестность своей новой жизни в новых постсоветских национальных государствах, а также в постсоветской эмиграции (которая исчислялась миллионами).
— Виктория Смолкин, доцент кафедры истории Уэслианского университета, Meduza 24 сентября 2022

…спасибо ей за то, что все эти десятилетия она остаётся путеводной звездой и настоящим маяком в ночи не только для тех, кто хочет выйти на сцену, но и для тех, кто просто хочет жить.}}
— — Валерий Леонтьев, 2019

Она подарила нам свободу передвижения на сцене и свободу вокала. Это очень дорогого стоит. Она революционер в своём жанре.
— Лолита Милявская, 2022

...самая популярная певица своего времени оставалась ролевой моделью для большинства соотечественниц.<...> Для самых верных слушательниц, успевших не раз обжечься и загулять, Пугачёва была лучшей подругой, психологом, домом мод и символом свободы. Просвещенные меломаны-западники быстро угадывали в её трёхминутных диверсиях повадки Эллы Фицджеральд, Эдит Пиаф, Тины Тернер и Мадонны. Она учила открываться, подниматься после поражений, кричать о своей любви, соблазнять, будоражить и не скрывать слёз. Краткий курс счастливой жизни.
— Александр Морсин, музыкальный критик, 15 апреля 2019

... в душе остаётся её крик — крик женщины. Потому что свобода — это женщина, молодость — это женщина, мир, а не война — это женщина, и, главное, возможность любви для появления людей на земле — это женщина. Голос Аллы — это зов женщины нашей страны...
— Михаил Жванецкий, 2016
В 1985 году в финском порту Котка состоялась церемония спуска на воду судна «Алла», названного в её честь.
В 2003 году прижизненный памятник певицы был установлен в Москве во дворе дома по улице Земляной Вал, 52 (впоследствии украденный).
Именная плита Пугачёвой заложена на площади звёзд фестиваля «Славянский базар в Витебске» (2009).
Именная экспозиция певицы состоялась в апреле 2019 года в Ельцин-центре (Екатеринбург) в рамках цикла «Полная версия».
Документальные телефильмы
- «У Аллы» (Финляндия, MTV3[фин.], 1979)[354]
- «Как живёт советская суперзвезда?» (Швеция, SVT2, 1983)[355]
- «Рок вокруг Кремля» (Франция, Zaradoc Films, 1985)[356]
- «Великолепная Алла» («Домашний», 2014)[357]
- «Мне нравится Алла Пугачёва» («Первый канал», 2016)[358]
- «Алла Пугачёва. Открытка из Таллинна» (Эстония, ETV+, 2019)[359]

Киновоплощения
- 1985 — мультфильм «Ну, погоди!», 15-й выпуск — Заяц, спасаясь от Волка, переодевается в костюм Лисы (балахон и парик с начёсом) и исполняет пародию на песню «Айсберг»; из-за кулис на них смотрит возмущённая Лиса — комплиментарный шарж на Аллу Пугачёву[361].
- 1985 — «Зимний вечер в Гаграх» — по воспоминаниям сценариста Александра Бородянского роль скандальной звезды эстрады Ирины Мельниковой (исполняет Наталья Гундарева) он сознательно рисовал с Аллы Пугачёвой, устроившей в 1980 году скандал на съёмочной площадке фильма «Рецитал» (в итоге вышедшего под названием «Душа»)[362].
- 1986 — «Как стать звездой» — в фильме показаны фрагменты выступлений Пугачёвой на фестивалях «Золотой Орфей» и «Сан-Ремо»[363]
- 1988 — «Презумпция невиновности» — роль Зои Болотниковой играет Любовь Полищук[362]
- 1998 — «Примадонна Мэри» — роль Татьяны Смирновой играет Ирина Розанова[362]
- 2005 — «Обречённая стать звездой» — роль Анны Борисовны Годуновой играет Людмила Дребнёва[362]
- 2014 — «Кураж» — роль Галлы играет Александра Волкова[362]
- 2019 — «Охота на певицу» — роль Жанны Балашовой играет Анна Христич[364]
- 2019 — «Матрёшка» (Russian Dolls) — роль Нади сыграла Наташа Лионн[365]
- 2021 — «Ампир V» — роль богини Иштар Борисовны играет Вера Алентова[366]

Театры
В Московском театре на Юго-Западе много лет не сходил с афиши спектакль «Театр Аллы Пугачёвой» — музыкально-танцевальное представление, поставленное в 1982 году Валерием Беляковичем. Побывавший на спектакле через несколько лет после премьеры литературный критик Лев Аннинский сравнил его на страницах журнала с «искрами от кремня»:
…я был увлечён и покорён этим зрелищем. Смотрел — хохотал, вышел — задумался. <…> Странным образом из спектакля Беляковича я лучше понял, что такое искусство Аллы Пугачёвой и что оно означает, нежели после её собственных выступлений.Лев Аннинский, «Театр» № 9 1986
24 и 25 апреля 2019 года в Московском «Гоголь-центре» прошёл спектакль-концерт «Наша Алла» в честь 70-летия певицы. Подготовкой действия занимался режиссёр Кирилл Серебренников. В музыкальном посвящении прозвучали около двух десятков песен из репертуара «Примадонны»:

Перед зрителями предстала артистка, раскалейдоскопировавшаяся лицами самых певчески одарённых артистов «Гоголь-центра», в своём идеальном состоянии: без «Настоящего полковника» или «Мадам Брошкиной», без тени, которую бросает на неё привычный круг людей, давно признанных «творческой элитой страны».
— Евгения Милова, «Коммерсантъ» 29 апреля 2019
28 сентября 2023 года в Каннах в Театре имени Александра III состоялась премьера спектакля «Айсберг» по одноимённой пьесе Михаила Дурненкова. Спектакль поставил эстонский режиссёр Рене Кирспуу. Спектакль рассказывает об учительнице, сошедшей с ума из-за эмиграции Пугачёвой и возомнившей себя примадонной. Актриса Юлия Ауг, воплотившая образ «Примадонны» отметила: «Для меня она [Пугачёва] — величайшая артистка. Это код, который вшит в наши ДНК. Что бы сейчас ни происходило, как бы ни работали с образом певицы, именем, её невозможно вычленить из ДНК большинства россиян».
Поэзия
- «Алла» (1998) Евгения Евтушенко[374]
- «России главная певица» (2016) Дмитрия Быкова[375]

Живопись
- «Женщина, которая поёт» (2005) Игоря Чолария[376]
- «Мадонна» (2007) Никаса Сафронова[377]

Игры
- Atomic Heart (2023)[378]

Куклы
- Художниками-кукольниками изготовлены портретные куклы певицы в разных образах[379][380]

Песни—посвящения
- Сергей Крылов — «Здравствуйте, Алла Борисовна!» (1988)[381]
- Игорь Николаев — «Народная артистка» (1989)[382]
- Игорь Тальков — «Звезда» (1990)[383]
- Владимир Пресняков-старший — «Ах, Алла» (1990)[384]
- Филипп Киркоров — «Примадонна» (1993)[385], «Алла» (2009)[386]
- Телевизор — «Алла Борисовна» (2001)[387]
- Лика Стар — «АБ» (2002)[388]
- Сергей Зверев — «Алла» (2005)[389][390]
- Максим Фадеев совместно с группой «Serebro» — «Звезда» (2009)[391]
- Группа «Пающие трусы» — «Как Алла» (2010)[392]
- Кристина Орбакайте — «Алла будет петь» (2023)[393]
- Иван Ургант — «Я не могу без тебя» (2023)[394]

Пародии
- В телепередаче «ОСП-студия» Аллу Пугачёву пародировала Татьяна Лазарева[395].
- дважды спародирована в телепередачах «Евровидение по-нашему»[396] и «День знаний по-нашему».
- пародия на «Фабрику звёзд-5 Аллы Пугачёвой» в телепередаче «Кривое зеркало». Певицу пародировала Елена Степаненко, Филиппа Киркорова — Евгений Петросян.
- пародия Михаила Галустяна в телешоу «Звёзды на льду»[397].
- пять пародий в телепередаче «Большая разница» как участница шоу «Ледниковый период», исполнительница песен «Айсберг», «Кафешка» и «Метель», гость в программе «Кто хочет стать Максимом Галкиным?» и на фестивале «Большая разница» в Одессе; пародии исполнили Елена Матюшенко, Мария Сластёнкова и Алексей Золотов[398]
- На эстраде певицу пародировали Елена Воробей[399], Максим Галкин[400], Александр Песков[401] и другие.

## Критика
о Пугачёвой — певице
Музыкальный критик Артемий Троицкий отмечал, что в середине 1970‑х годов председатель Гостелерадио СССР Сергей Лапин решил, что Пугачёва не соответствует советскому образу артиста — сомнительно выглядит на сцене, некорректно себя ведёт. И якобы дал приказ: «крупным планом артистку не показывать. Потому что она с микрофоном ведёт себя так… это похоже на оральный секс».
По признанию Игоря Дудинского, хорошо знавшего Вадима Козина c 1970-х годов по магаданской ссылке, Козин «не любил Аллу Пугачёву и постоянно повторял, что у неё „хроническое несмыкание связок“».
Польский музыковед и культуролог Гжегож Пиотровский в монографии Ałła Pugaczowa. Fenomen piosenkarstwa rosyjskiego отмечает у исполнительницы широкий диапазон голоса от контральто до сопрано — «её вокальная техника, сформированная на основании принципов классической постановки, объединяет различные способы оперирования голосом». «Разные голоса» находит и историк театра и эстрады Елизавета Уварова: «детский, взволнованно-лирический, романтический, хрипловато-уличный, то как бы „оперный“, то завораживающе-низкий, „интимный“, что находило оправдание и в актёрских перевоплощениях».
Музыкант, участник группы ABBA Бьорн Ульвеус, посетив в 1983 году «Монологи певицы» в Москве, оставил положительный отзыв:

С особым настроением мы уходили с концерта Аллы Пугачёвой. Поразительно то, что несмотря на языковой барьер, её песни были понятны нам. Выразительность её исполнения давала ключ ко всем темам, прозвучавшим в концерте. Кстати, это не первая наша встреча с ней. Год назад мы увидели Пугачёву в небольшом пятиминутном сюжете, прошедшем у нас по ТВ. Тогда она нас приятно удивила и заинтересовала. Приехав в Москву, мы прежде всего желали встречи с Аллой. И эта встреча была для нас очень приятной, а её искусство пленило и очаровало нас.
— Бьорн Ульвеус, «Труд» 9 февраля 1983
Композитор и исполнитель Тото Кутуньо в своём отзыве на выступление Аллы Пугачёвой в Сан-Ремо в 1987 году отмечал: «Меня тогда поразило до глубины души её исполнение. Когда Алла пела, я стоял за кулисами. Я бы назвал её стиль средиземноморским. Она пела просто и легко, и в то же время в её голосе было и палящее солнце, и солёный морской воздух, и буйство жизни». А встретившись с певицей в «Дзинтари» (Юрмала) в 2002 году, Кутуньо назвал её великой актрисой.
В рецензии The New York Times на выступление А. Пугачёвой в Атлантик-Сити в 2000 году её назвали «богиней русской поп-музыки, московской Тиной Тёрнер с оттенком Эдит Пиаф».

За честность, особенно в системе, возвысившей ложь до политического кредо, её обожали. Даже те, кого отталкивает её вульгарность, не перестают хвалить её талант. Её музыка — смесь поп-музыки, рока и цыганского русского фолка с сентиментальными текстами, которые почти невозможно перевести, — в основном изображает женщину, борющуюся со своими страстями, женщину, которую обидели, но которая полна решимости идти дальше.
— Элисон Смейл, The New York Times 28 февраля 2000
Коллега по цеху Елена Камбурова подметила, что «пошлости в выступлениях Аллы хватало».
Журналист и музыкальный критик Артур Гаспарян оценил памфлетность композиции «Одуванчик» на концерте «Сны о любви» в Московском Кремле, когда на экране замелькали кадры с ранеными солдатами, окровавленными телами, погружаемыми в самолёт гробами: «Не все поняли, что Алла Борисовна учудила. Она, конечно, и прежде, бывало, попевала: „Эй, вы, там, наверху, не топочите, как слоны“, но такая гражданская позиция была изящно упрятана между строк, светилась игривым кукишем в кармане. И вдруг — такая прямолинейность! Песня протеста? Что случилось? Накипело?».

Она — актриса, в этом её преимущество как певицы, потому что она — актриса изначально, и все её музыкальные миниатюры — это всё маленькие такие спектакли.
— Алиса Фрейндлих, «Комсомольская правда» 6 мая 2009
По мнению Лаймы Вайкуле: «Пугачёва была и остаётся самой главной российской „звездой“».

о Пугачёвой — композиторе
В советской академической музыкальной среде сочинительство Пугачёвой с самого начала вызывало антагонизм и высокомерие. Особо выраженным это было со стороны выпускников теоретико-композиторских отделений музыкальных училищ и выпускников консерваторий. По легенде, секретарь Союза композиторов СССР с 1952 года Дмитрий Кабалевский, склонный в силу возраста к консерватизму, «полагал, что в Союзе композиторов должны быть умудрённые опытом люди, способные привнести в искусство что-то новое, „вечное“. А попытки заявить о себе начинающего композитора Аллы Пугачёвой он рассматривал как баловство, принижение роли самого Союза композиторов».
Подняв историю публикаций «Московского комсомольца» о Пугачёвой-композиторе, А. Гаспарян припоминает
как не раз тасовали порядок песен на альбомах, руша авторский замысел и драматургию, и каких тумаков надавали газете партийные «искусствоведы» в 1983 году, увидев её в списке лучших композиторов года: «Как смеете ставить эту вульгарную певичку в один ряд с признанными советскими композиторами?!».
Музыкальный критик и журналист Алексей Мажаев в рецензии на альбом Пугачёвой «Как тревожен этот путь» отметил сочетание разных жанров — фолк («Лестница»), регги («Держи меня, соломинка»), блюз («Вот так случилось, мама»), цыганский романс («Старая песня»). Также Мажаев подметил, что в 12 из 16 композиций певица сама написала музыку, продемонстрировав совершенно разные вокальные техники и актёрское мастерство.
Американский музыкальный обозреватель Джон Парелес, побывав в 1988 году на выступлении Пугачёвой в «Карнеги-холле», отметил и разносторонность и вокальную тонкость певицы, говоря же о её музыке, нашёл что она «ориентирована на запад по вокальным стилям, инструментам (клавишные, электрогитары, трэп-барабаны), аранжировкам, песенным формам и ритмам».

Но даже с американскими и европейскими атрибутами песни имеют безошибочно узнаваемый славянский тон, передаваемый не только твёрдыми согласными русской лирики, но и изменчивой, театральной капризностью и почти постоянным использованием минорных тональностей. Время от времени песня замедлялась, а затем быстро увеличивалась в два раза, как русский народный танец, заставляя уравновешенную публику аплодировать.
— Джон Парелес, The New York Times 25 сентября 1988
Выпускник Ростовской консерватории 2004 года Антон Светличный, с разных сторон анализируя композицию Пугачёвой «Три счастливых дня», определяет её как «китчевый протошансон» а-ля Игорь Крутой:

...там гармонический язык плавает, куски не стыкуются друг с другом стилистически. Во вступлении слышен явный западный adult contemporary 80-х (строгая диатоника, аккорды с надстройками и даже slash chords, флейта пана и чистая гитара в аранжировке).<...> Но начинается куплет — и нас вихрем уносит в советский (или брайтонский) ресторан. Отклонение через II—V в субдоминанту — и всё, приплыли в лужу, из-под маски Уитни Хьюстон показывается Люба, прстгспд, Успенская.
— Антон Светличный, член «Союза композиторов России», «Ваш досуг» 21 января 2020

## Комментарии
1. ↑  В США, Кубе, Франции, Италии, Австрии, Швейцарии, Германии, Дании, Норвегии, Швеции, Финляндии, Польше, Чехословакии, Венгрии, Румынии, Югославии, Болгарии, Израиле, Индии, Японии, КНДР и Австралии.
2. ↑  В путеводителе «Имена московских улиц» 1988 года издания упоминание о Зонточном переулке отсутствует[7]. По сведениям биографа Пугачёвой Алексея Белякова, Зонточный переулок и окрестности снесли в начале 1970-х годов при строительстве новых домов по Волгоградскому проспекту[6].
3. ↑  А. Пугачёва в качестве артистки Москонцерта не имела права на сольное выступление, она могла исполнить за весь концерт только 2—3 песни[44].
4. ↑  Харьковская филармония отношения к концертам не имела, с их организацией помогла дальняя родственница Аллы — Мария Словесник, работавшая администратором в Театре музыкальной комедии[44].
5. ↑  А. Пугачёва вынуждена была ответить отказом — репетиционный процесс требовал слишком долгого времени пребывания за границей[75].
6. ↑  Из-за расставания с Кузьминым не состоялась запись совместного альбома «Он, она и дождь»[108].
7. ↑  Не раз отказывавшаяся участвовать в «Рождественских встречах» Елена Камбурова, заявила: «Атмосфера этих встреч для меня неприемлема»[109].
8. ↑  Именно в такой транслитерации — Alla Pugachova.
9. ↑  В 2018 году Алла Пугачёва с Максимом Галкиным признаны любимой звёздной семьёй по версии премии «Дай пять!» телеканала «СТС»[204].
10. ↑  Британская поп-группа Pet Shop Boys поддержала певицу. Участники группы заявили, что «восхищаются мужеством и честностью легендарной российской суперзвезды Аллы Пугачёвой»[224][225]. Также слова поддержки в адрес Пугачёвой высказали немецкий рок-музыкант Удо Линденберг[226] и украинская певица Светлана Лобода[227].
11. ↑  Вопреки расхожему мнению, Пугачёва не является последней артисткой, удостоенной звания «народный артист СССР» (указ о присвоении звания Пугачёвой был подписан 20 декабря 1991 года), — последними удостоенными этого звания были Софья Пилявская и Олег Янковский (указ от 21 декабря 1991 года).
12. 1 2  Указаны годы выхода музыкальных альбомов, а не время их записи и сведения.
13. ↑  Ролик «Верь в себя» телеканала «ОРТ» основан на воспоминаниях самой Пугачёвой.